# Storia del Chelsea Football Club
La storia del Chelsea Football Club, una delle più famose squadre di calcio inglesi, è lunga, peculiare e ha conosciuto tutti gli alti e bassi del calcio. 
Fondata nel 1905, la compagine londinese passò da un primo periodo in cui divenne quasi proverbiale per i suoi insuccessi, alla vittoria del campionato negli anni cinquanta del XX secolo, successo che inaugurò un periodo di rinascita. Dalla talentuosa squadra emersa nella metà degli anni sessanta, facendo tendenza nella Londra dell'epoca, passò al decadimento sportivo e finanziario che condusse al quasi fallimento negli anni ottanta. Alla squadra ringiovanita della metà degli anni ottanta, che riportò il club alla stabilità, seguì la cosmopolita palingenesi dei tardi anni novanta, che vide il club lottare di nuovo per trofei di prestigio, fino ad arrivare al cambiamento di proprietà del giugno 2003, a partire dal quale il club è tornato ad affermarsi in pianta stabile come una delle squadre egemoni del panorama calcistico europeo.

## Origini e fondazione: prima del 1905

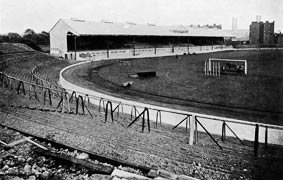
Lo Stamford Bridge in una foto dell'agosto 1905, all'inizio della prima stagione del Chelsea

Nel 1896 Henry Augustus Mears detto Gus, uomo d'affari appassionato di calcio, acquistò insieme al fratello Joseph Mears i Campi di Atletica di Stamford Bridge di Fulham, a West London, con il proposito di organizzare partite di calcio di primo livello. I due, tuttavia, dovettero attendere il 1904 per acquisire la proprietà fondiaria assoluta, alla morte del precedente proprietario. Dopo una disputa sulle modalità di affitto, i fratelli Mears non riuscirono a convincere il Fulham Football Club a designare lo stadio di Stamford Bridge come sede delle partite interne della squadra, così iniziarono a pensare di vendere l'impianto alla Great Western Railway Company, che intendeva utilizzarlo come deposito di carbone. La leggenda vuole che Mears fosse sul punto di concludere la vendita quando fu persuaso a tornare sui suoi passi dal collega Fred Parker, nel momento in cui il cane di Mears, uno scotch terrier, morse Parker ad una gamba. Parker considerò l'incidente una premonizione, così Mears, su consiglio del collega, si risolse a fondare una squadra di calcio che giocasse a Stamford Bridge. Contrariamente alla maggioranza dei club inglesi, il Chelsea F.C. fu quindi costituito per riempire uno stadio, e non viceversa.

## Primo trentennio (1905-1939)

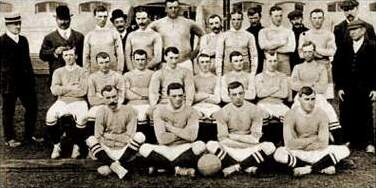
Una formazione del Chelsea nel 1905.

Il Chelsea F.C. fu fondato il 10 marzo 1905 presso il pub The Rising Sun, l'odierno The Butcher's Hook, di fronte all'attuale ingresso dello stadio del Fulham, il Craven Cottage. Poiché nel borough vi era già un'altra squadra denominata Fulham, la scelta cadde sul nome del quartiere adiacente, il Royal Borough of Kensington and Chelsea, dopo i rifiuti dei nomi London FC, Kensington FC e Stamford Bridge FC. Al neonato sodalizio fu negato l'ingresso nella Southern League a causa delle obiezioni di Fulham e Tottenham, così il Chelsea presentò richiesta di iscrizione alla Football League. La candidatura del club fu approvata al meeting annuale generale (AGM) della Football League il 29 maggio 1905, con un discorso di Parker che poneva l'accento sulla stabilità finanziaria del nuovo sodalizio, il suo nuovo e impressionante stadio e il suo gioco di squadra. Il Chelsea fu, quindi, ammesso alla Football League (gli attuali campionati professionistici esclusa la massima divisione) pur non avendo disputato partite in precedenza.

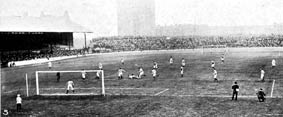
Chelsea-West Bromwich Albion, Stamford Bridge, settembre 1905

Mears adottò maglie di colore blu in onore dei colori della gara ippica di Lord Chelsea, pantaloncini bianchi e calzettoni blu scuro. La prima partita di campionato il club la disputò contro lo Stockport County il 2 settembre 1905 in trasferta, perdendo per 1-0. La prima partita in casa fu un'amichevole contro il Liverpool e si concluse con una vittoria per 4-0.
Come primo giocatore-allenatore della squadra fu ingaggiato il nazionale scozzese John Tait Robertson, centrocampista arretrato. Il primo organico era composto da giocatori affermatisi con altri club, come il forte portiere William "Fatty" Foulke, vincitore della FA Cup con lo Sheffield United, e l'attaccante interno Jimmy Windridge, proveniente dallo Small Heath. Nella sua prima stagione la squadra raggiunse un buon terzo posto, ma il ruolo di Robertson era costantemente indebolito a causa di intromissioni da parte della dirigenza. Nel novembre 1906 questi perse il potere di scegliere la formazione e a gennaio 1907 si era già trasferito al Glossop. Gli subentrò il segretario del club William Lewis, che assunse temporaneamente l'incarico e seppe guidare la squadra alla promozione alla fine della stagione, soprattutto grazie ai gol di Windridge e George "Gatling Gun" Hilsdon. Quest'ultimo fu il primo dei tanti prolifici marcatori del Chelsea. Segnò cinque gol al suo esordio e ventisette nella stagione culminata nella promozione, avviandosi a diventare il primo giocatore a raggiungere quota 100 gol segnati con la maglia del Chelsea.

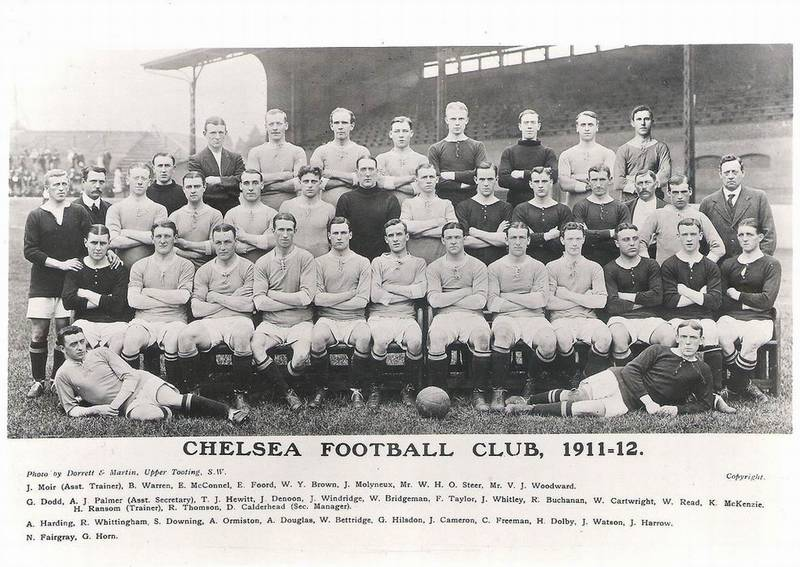
Chelsea 1911-12.

A Lewis successe David Calderhead, che avrebbe guidato il Chelsea per i successivi ventisei anni. Le prime annate della nuova gestione conobbero pochi successi e videro il club navigare tra la prima e la seconda divisione. Nella stagione 1909-1910 vi fu la prima retrocessione, cui seguì il ritorno in massima serie l'anno dopo e il penultimo posto nel First Division 1911-1912, l'ultima stagione prima della sospensione del calcio inglese a causa della prima guerra mondiale. Il club avrebbe dovuto retrocedere, ma dopo il conflitto il campionato fu allargato e il Chelsea fu invitato a riunirsi alla massima divisione, l'allora First Division.
Malgrado le alterne fortune, la popolarità del Chelsea continuava a crescere. Il club divenne una delle compagini inglesi con il maggior numero di tifosi, attirati dalla fama di squadra creatrice di un calcio d'attacco spettacolare e ricca di fuoriclasse, come il centrocampista arretrato Ben Warren e l'attaccante Bob Whittingham. Il Venerdì Santo del 1906 furono 67.000 gli spettatori presenti allo stadio per assistere alla partita di campionato contro il Manchester United. All'epoca si trattò di un record per un incontro di Second Division. Il primo derby di Londra in massima serie vide opposti Chelsea e Woolwich Arsenal e fece registrare 55.000 spettatori, primato per una partita di First Division. In 77.952 si presentarono allo stadio per il quarto turno di FA Cup contro lo Swindon, il 13 aprile 1911.
Nel 1915, a prima guerra mondiale iniziata, il Chelsea raggiunse la sua prima finale di FA Cup, la cosiddetta finale di coppa "Khaki", per via dell'elevato numero di soldati in uniforme tra gli spettatori. La partita contro lo Sheffield United si giocò in un'atmosfera fosca all'Old Trafford di Manchester, città scelta come sede del match per evitare disagi a Londra. Il Chelsea era privo del suo miglior attaccante amatoriale Vivian Woodward, che aveva sportivamente insistito sulla sua rinuncia a partecipare alla gara. La ragione del rifiuto era la convinzione che l'onore e l'onere di scendere in campo per la finale sarebbero spettati ai calciatori capaci di approdarvi. Gli uomini del Chelsea apparvero sorprendentemente nervosi e giocarono al di sotto delle aspettative per larghi tratti dell'incontro. Un errore del portiere Jim Molyneu consentì allo United di segnare prima dell'intervallo. Il Chelsea resistette sino a sei minuti dalla fine, ma poi gli avversari andarono due volte a segno e conclusero l'incontro con una vittoria per 3-0.
La prima stagione piena successiva al primo conflitto mondiale, il 1919-1920, sarebbe stata la più fruttuosa per il Chelsea fino a quel momento. Il clamoroso acquisto di Jack Cock, attaccante da 24 gol, si rivelò decisivo: alla fine si centrarono il terzo posto in campionato - fino ad allora il migliore piazzamento per un club di Londra - e la semifinale di FA Cup, dove il Chelsea fu eliminato dall'Aston Villa e perse, così, l'occasione di giocare la finale allo Stamford Bridge. Nel 1923-1924 il club retrocesse nuovamente. In quattro delle cinque stagioni seguenti sfiorò ogni anno la promozione, classificandosi quinto, terzo, quarto e ancora terzo. Nel 1929-1930 riguadagnò la promozione in First Division, dove sarebbe rimasto per i trentadue anni a venire.

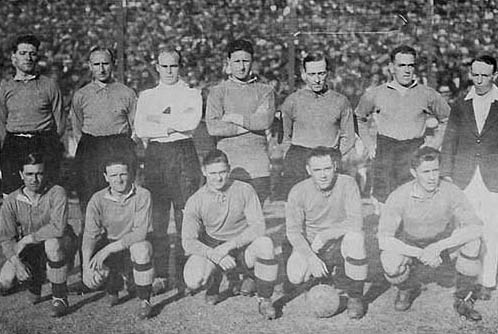
Chelsea FC, 1929.

Per capitalizzare la promozione del 1930 il club investì 25.000 sterline nell'acquisto di tre giocatori di fama, gli scozzesi Hughie Gallacher, Alex Jackson e Alec Cheyne. Gallacher in particolare fu uno dei talenti più fulgidi della propria epoca, conosciuto per la spiccata attitudine al gol e per aver capitanato il Newcastle United sino al campionato 1926-1927. Insieme a Jackson figurava, inoltre, tra i celebri Wembley Wizards ("Maghi di Wembley"), i componenti della Nazionale scozzese che aveva sconfitto l'Inghilterra per 5-1 a Wembley nel 1928. Nonostante gli ottimi presupposti, nessuno dei tre si espresse sui livelli di gioco desiderati. Soltanto in rare occasioni come il 6-2 inflitto al Manchester United e il 5-0 contro il Sunderland i tre riuscirono a destare un'impressione favorevole. In verità Gallacher fu il miglior marcatore del Chelsea in ciascuna delle sue quattro stagioni trascorse in squadra, realizzando in tutto 81 marcature, ma il suo periodo a West London fu caratterizzato da lunghe sospensioni per indisciplina. Jackson e Cheyne faticarono ad ambientarsi e non furono in grado di recuperare la forma di un tempo. Sommando le presenze di ciascun atleta, il trio raccolse in totale meno di 300 apparizioni e nel 1936 il loro acquisto rappresentava già un'importante fonte di perdita finanziaria per il club. Il fallimento del trio fu l'esemplificazione dei difetti della squadra durante il decennio, considerato che risultati e prestazioni raramente si conciliavano con il valore dei giocatori. Il denaro fu speso, ma spesso per calciatori inadeguati e soprattutto per l'acquisto di attaccanti, mentre la difesa fu trascurata.
Fu in FA Cup che il club giunse più vicino alla medaglia d'argento. Nel 1932 si rese protagonista di notevoli vittorie contro Liverpool e Sheffield Wednesday, prima di pareggiare contro il Newcastle United in semifinale. Il Newcastle si portò sul 2-0, ma Gallacher ridusse lo svantaggio per il Chelsea. I giocatori del Chelsea cinsero d'assedio la porta dello United nel secondo tempo, però non riuscirono a segnare. Furono i Geordies a raggiungere l'atto conclusivo della manifestazione. Calderhead diede le dimissioni nel 1933 e fu rimpiazzato da Leslie Knighton, ma la nomina non mutò di molto le sorti del Chelsea. In diversi periodi nel corso del decennio la squadra poté contare su Tommy Law, Sam Weaver, Syd Bishop, Harry Burgess, Dick Spence e Joe Bambrick, tutti nazionali affermati, ma il miglior piazzamento del decennio fu l'ottavo posto. Curiosamente due dei migliori elementi della rosa durante questa epoca non costarono nulla alla dirigenza: il portiere Vic Woodley, che avrebbe collezionato 19 presenze consecutive nella Nazionale inglese, e l'attaccante centrale George Mills, il primo calciatore a segnare 100 gol in campionato con il Chelsea. La retrocessione fu evitata per due punti nel 1932-1933 e nel 1933-1934 e per un punto nel 1938-1939. Nel 1939 la formazione londinese percorse un altro cammino positivo in coppa, dove alle vittorie contro Arsenal e Sheffield Wednesday fece seguito la sconfitta in casa nei quarti di finale contro il Grimsby Town.
Il Chelsea rimase una delle squadre con più sostenitori nel Paese. La visita dell'Arsenal il 12 ottobre 1935 attirò 82.905 persone a Stamford Bridge. Si tratta di un record assoluto per il club e del secondo primato di spettatori per una partita del campionato inglese. Folle di 50.000 persone assistettero ai debutti casalinghi di Gallacher e Jackson. Nel 1939 Knighton si dimise dopo che la squadra non era andata vicina al successo in patria. Fu sostituito dallo scozzese Billy Birrell, già allenatore del Queens Park Rangers, un uomo le cui idee avrebbero mutato radicalmente le fortune del club.

## Guerra, visita della Dinamo Mosca e nuovo settore giovanile (1940-1952)
Birrell fu nominato allenatore del Chelsea poco prima dello scoppio della seconda guerra mondiale. Dopo tre giornate del campionato 1939-1940, l'attività calcistica fu sospesa in Gran Bretagna per l'intera durata del conflitto. Il provvedimento rese non ufficiali tutti i risultati di match giocati nel periodo bellico. Il Chelsea continuò a competere in alcuni tornei regionali e, come ogni altro club, vide la sua squadra fortemente decimata dalle chiamate alle armi (solo due componenti dell'organico del Chelsea 1938-1939 avrebbero rigiocato con la squadra). Fu così che la dirigenza assunse una serie di "giocatori-ospite",  tra cui si ricordano Matt Busby, Walter Winterbottom ed Eddie Hapgood. Il club disputò anche la Football League War Cup, durante la quale fece il suo debutto a Wembley, perdendo per 3-1 contro il Charlton Athletic nella finale del 1944. Un anno più tardi il Chelsea sconfisse il Millwall per 2-0 di fronte ad una folla di 80.000 spettatori. Dopo questa John Harris divenne il primo capitano del Chelsea a sollevare un trofeo a Wembley. Ricevette, infatti, la coppa dal Primo ministro Winston Churchill.
Nell'ottobre 1945, a guerra appena conclusa, le autorità del calcio inglese trovarono il modo di celebrare il ritorno del calcio in tempo di pace. Fu annunciato che la Dinamo Mosca, squadra campione dell'URSS in carica, avrebbe svolto una tournée in Gran Bretagna a scopi di volontariato, giocando diverse partite. La gara contro il Chelsea si tenne il 13 novembre a Stamford Bridge. Il club di casa si vide obbligato a vestire un'inconsueta maglia rossa per via del contrasto del colore blu con quello delle divise degli avversari, anch'esso blu. Prima del calcio d'inizio ciascun giocatore della Dinamo offrì un bouquet di fiori al giocatore avversario avente lo stesso numero. Malgrado la gaffe, i russi diedero prova di grande talento e tenacia, riuscendo a rimontare prima lo 0-2 e poi il 2-3, per poi raggiungere un meritato 3-3, sebbene il gol del pari fosse in fuorigioco. Si stima che ad assistere alla partita furono circa 100.000 persone, senza contare le migliaia che entrarono nello stadio illegalmente. È la folla più numerosa che si ricordi a Stamford Bridge. Gli spettatori guardarono il match da numerosi posti con scarsa visibilità, come la corsia per le corse dei cani e la parte superiore delle tribune.
Al termine della guerra il Chelsea riprese ad investire cifre considerevoli nell'acquisto di nuovi giocatori. Arrivarono tre attaccanti di grosso calibro come Tommy Lawton, Len Goulden e Tommy Walker, in cambio di 22.000 sterline. Il trio produsse gol e spettacolo: Lawton segnò 26 gol in 34 partite nel 1946-1947, ma il Chelsea si piazzò quindicesimo e con Birrell non andò mai oltre il tredicesimo posto. I maggiori apporti di Birrell furono fuori dal campo. Egli supervisionò lo sviluppo di un nuovo programma intensivo di reperimento e sviluppo di giovani atleti, aiutato da ex giocatori quali Dickie Foss, Dick Spence e Jimmy Thompson. In particolare, nei successivi tre decenni la politica societaria fece sì che il settore giovanile producesse continuamente nuovi talenti per la prima squadra. In questo periodo, poi, arrivò al Chelsea l'attaccante Roy Bentley, acquisito dal Newcastle United per 11.000 sterline nel 1948, a seguito della partenza di Lawton.
Il 1950 sembrò essere l'anno del Chelsea in FA Cup dopo tante vicissitudini. Dopo aver battuto il Manchester United per 2-0 in un vibrante quarto di finale, la squadra fu opposta all'Arsenal dall'urna del sorteggio. Al White Hart Lane due gol di Bentley portarono il Chelsea sul 2-0, ma una rocambolesca rete dell'Arsenal poco prima dell'intervallo - il portiere del Chelsea valutò male un calcio d'angolo e spedì il pallone con i pugni nella propria porta - riaprì le sorti della gara. Il Chelsea non parve in grado di riprendersi e l'Arsenal ne approfittò con la marcatura del 2-2 a 15 minuti dalla fine della partita. Al replay i Gunners si imposero per 1-0. Un anno dopo il Chelsea parve destinato alla retrocessione: con quattro partite rimaste si trovava all'ultimo posto della graduatoria, distanziato di sei punti dalla zona salvezza, senza vittorie dopo quattordici giornate. Dopo aver vinto inaspettatamente le prime tre delle rimanenti quattro, la squadra affrontò la sua ultima gara, contro il Bolton Wanderers, sapendo di dover ottenere un'altra vittoria e confidando in un risultato favorevole dell'incontro tra Everton e Sheffield Wednesday, due delle altre squadre in lotta per non retrocedere. Il Chelsea vinse per 4-0 e il Wednesday batté l'Everton per 6-0, sancendo così la permanenza in massima serie del Chelsea, che vantava una migliore media gol (0,44 a partita). Nel 1952 il Chelsea affrontò nuovamente l'Arsenal nella semifinale di FA Cup. Dopo l'1-1 del primo incontro, il replay finì 3-0 per l'Arsenal. Birrell si dimise di lì a poco.

## Ted Drake: modernizzazione e primo titolo (1952-1961)
Nel 1952 fu nominato allenatore Ted Drake, ex attaccante dell'Arsenal e della nazionale inglese. Drake, uno di quei primi allenatori "in tuta da ginnastica" che erano soliti stringere la mano ad ogni giocatore prima di ogni partita per augurare loro "il meglio", intraprese un'opera di modernizzazione del club dentro e fuori dal campo. Uno dei suoi primi provvedimenti fu la rimozione del logo storico raffigurante un pensionato di Chelsea dal programma della partita, in modo che il soprannome storico di Pensioners ("pensionati") non fosse più usato e fosse sostituito da un leone rampante (Lion Rampant Regardant). Da allora i giocatori del Chelsea sarebbero stati conosciuti come i Blues ("i blu"). Drake migliorò le modalità di allenamento introducendo sessioni di esercitazione con il pallone, pratica rara in Inghilterra a quell'epoca. Il settore giovanile e il sistema di reclutamento di talenti introdotto dal suo predecessore furono ulteriormente potenziati, mentre si abbandonò la politica societaria volta all'acquisto di stelle spesso inaffidabili per prediligere, invece, acquisti affidabili di atleti provenienti dalle serie minori. Drake rivolse, inoltre, un appello ai tifosi affinché fossero più partecipi nel sostenere la squadra. I primi due anni non furono promettenti: il Chelsea si classificò al diciannovesimo posto, a un solo punto dalla zona retrocessione, e l'anno seguente all'ottavo posto.
Nel 1954-1955, nel cinquantenario della fondazione del club, la situazione cambiò. Il Chelsea vinse inaspettatamente la First Division con una squadra caratterizzata dalla mancanza di stelle,  comprendente il portiere Charlie "Chic" Thomson, giocatori non professionisti come Derek Saunders e Jim Lewis, l'interno destro Johnny "Jock" McNichol, l'ala Eric "Rabbit" Parsons, l'esterno sinistro Frank Blunstone, il difensore Peter Sillett, il futuro allenatore dell'Inghilterra Ron Greenwood nel ruolo di centrocampista centrale, il centrocampista destro Ken Armstrong, il terzino sinistro Stan Willemse e il veterano John Harris, difensore. Forse l'unico autentico fuoriclasse in squadra era il capitano e capocannoniere (con 21 gol in campionato) Roy Bentley, nazionale inglese.
Il Chelsea aveva cominciato la nuova stagione quasi come aveva concluso quella passata, con quattro sconfitte consecutive, tra cui un entusiasmante 5-6 contro il Manchester United. A novembre stazionava al dodicesimo posto. Da quel momento la compagine di Londra inanellò una serie memorabile di risultati favorevoli, perdendo soltanto 3 delle successive 25 partite e assicurandosi il titolo con una giornata d'anticipo grazie al successo per 3-0 contro lo Sheffield Weds il 23 aprile, giorno di San Giorgio. Fondamentali per il trionfo finale si rivelarono due vittorie contro la rivale principale nonché seconda classificata, il Wolverhampton Wanderers. La prima gara si concluse sul 4-3 per il Chelsea a Molineux, dopo che i londinesi si trovarono in svantaggio per 2-3 sul finire di partita. Il ritorno, nel mese di aprile, terminò con il risultato di 1-0 per il Chelsea a Stamford Bridge, in virtù di un gol su calcio di rigore di Sillett concesso per un fallo di mano del capitano dei Wolves Billy Wright, reo di aver "parato" una conclusione da distanza ravvicinata mandando il pallone alto sulla traversa. Il Chelsea raccolse in totale 52 punti (in media 1,71 a partita), che rappresentano ancora oggi una delle quote più basse dal primo dopoguerra per una vincitrice del campionato inglese. Nell'ultima partita della stagione ai Blues, ormai campioni, fu conferita una medaglia d'onore dai Busby Babes del Manchester Utd di Matt Busby. In quella stagione il club ottenne uno storico quadruplo grazie ai successi della squadra riserve, della squadra A e degli iuniores nei rispettivi campionati.
La vittoria nel Championship avrebbe dovuto garantire al Chelsea la partecipazione alla prima Coppa dei Campioni d'Europa, competizione in programma per l'anno seguente e alla quale i Blues sarebbero stati la prima formazione inglese a prendere parte. Il sorteggio del primo turno mise di fronte Chelsea e i campioni di Svezia del Djurgården. I Blues, tuttavia, furono convinti a ritirarsi dal torneo dopo l'intervento della Football League e della F.A., molti membri delle quali ritenevano che la priorità dovesse essere data alle competizioni domestiche. Il Chelsea giocò un'amichevole non ufficiale contro i campioni di Scozia dell'Aberdeen, amichevole valida per il campionato del Regno Unito e vinta dall'Aberdeen. Come ricompensa il Chelsea offrì all'Aberdeen un piatto con l'emblema del club.
Nel 1955-1956 il Chelsea non seppe confermarsi campione d'Inghilterra, chiudendo al sedicesimo posto. La stagione si aprì il 14 settembre con la prima vittoria del Community Shield (la Supercoppa d'Inghilterra), disputato in qualità di squadra vincitrice del campionato, contro il Newcastle Utd, e vinto dai Blues con il risultato di 3-0. Malgrado l'ottima partenza di stagione, i londinesi si piazzarono al sedicesimo posto in campionato. Negli anni seguenti la formazione, la cui età media si stava alzando, non raccolse che una serie di modesti piazzamenti a metà della graduatoria. L'unica nota positiva di questo periodo fu l'affermazione di Jimmy Greaves, prolifico goleador, storicamente uno dei migliori prodotti del settore giovanile del Chelsea e autore di 122 gol in quattro campionati. Insieme con Greaves emersero altri giovani di valore, noti informalmente come Drake's Duckings ("gli anatroccoli di Drake") e la cui inesperienza fu, tuttavia, fonte di prestazioni poco continue. Uno dei punti più bassi toccati dal club in questi anni fu l'eliminazione al terzo turno di FA Cup contro una squadra di Fourth Division (quarta serie), il Crewe Alexandra, nel gennaio 1961. Le conseguenze della cessione di Greaves, passato al Milan nel giugno seguente, furono evidenti: senza i gol del suo centravanti la squadra crollò. Drake fu esonerato a settembre, dopo una sconfitta per 4-0 contro il Blackpool, con il Chelsea ultimo in classifica. Fu rimpiazzato dal trentatreenne allenatore-giocatore Tommy Docherty.

## L'affermazione (1963-1971)
Gli anni sessanta furono sotto alcuni aspetti irripetibili per il calcio britannico, per Londra e per il London Borough of Hammersmith and Fulham, detto King's Road, che conosceva il suo massimo splendore. Molte delle stelle del cinema di allora, tra cui Michael Caine, Steve McQueen, Raquel Welch, Terence Stamp e Richard Attenborough (nominato vicepresidente a vita del club), calcarono il campo di Stamford Bridge, ormai sede di una delle squadre più glamour del paese. Nel corso del decennio, malgrado il Chelsea si stesse affermando come uno dei grandi nomi del palcoscenico calcistico inglese, furono, però, pochi i successi.
Docherty impose una ferrea disciplina e cedette molti dei calciatori più anziani dell'organico, per poi rimpiazzarli con acquisti astuti e con quei giovani di talento che cominciavano ad emergere dal settore giovanile organizzato da Birrell. Al suo arrivo, nel gennaio 1962, la squadra era quasi destinata alla retrocessione, così egli impiegò il tempo a sua disposizione per programmare la risalita in massima serie per la stagione seguente. La caduta in seconda serie si concretizzò in tempi prevedibili, ma già l'anno dopo il sodalizio di Docherty, ora alla sua prima stagione piena con i Blues, riuscì a tornare in massima serie in qualità di vice-campione della Second Division. La partita decisiva, contro il Sunderland, fu molto combattuta e si concluse con il punteggio di 1-0, frutto di una rete segnata da Tommy Harmer con l'inguine. Nell'ultimo turno i londinesi ebbero la meglio sul Portsmouth, battuto per 7-0.
Il Chelsea tornava in First Division con una squadra giovane, nuova, in cui brillavano Ron "Chopper" Harris, il portiere Peter Bonetti, l'ala goleador Bobby Tambling (le cui 202 marcature rimangono un primato per il club), il centrocampista John Hollins, il difensore Ken Shellito, l'attaccante Barry Bridges, l'ala Bert Murray e il capitano e costruttore di gioco Terry Venables, tutti prodotti del settore giovanile. A quest'impianto di base Docherty aggiunse la punta George Graham, il terzino mancino Eddie McCreadie e l'elegante difensore Marvin Hinton, acquistati per somme contenute. Era il Chelsea dei Piccoli Diamanti, termine adoperato dallo stesso Docherty durante un documentario in TV e poi invalso nell'uso.
Nella stagione del ritorno in massima serie il Chelsea si piazzò quinto, mentre nell'annata successiva fu in corsa per il treble campionato-FA Cup-League Cup. Lo stile di gioco si fondava sul dinamismo fisico e su una rapida circolazione della palla. Nell'uso di questa tattica il club di Londra fu una delle prime compagini inglesi a sovrapporre le posizioni dei difensori e fu perciò invitata per due volte a giocare contro la nazionale tedesca occidentale, comprendente all'epoca campioni del calibro di Franz Beckenbauer, Uwe Seeler e Berti Vogts. I Blues vinsero per 3-1 e pareggiarono per 3-3 la seconda partita. Il Chelsea cominciò il campionato con il piede giusto e rimase a lungo in testa alla classifica. Nel frattempo ottenne il successo in League Cup, nella cui finale di andata i Blues sconfissero per 3-2 il Leicester City (grande fu la prestazione di McCreadie) per poi pareggiare 0-0 nel ritorno al Filbert Street, in un match assai combattuto.
Iniziavano, però, a palesarsi le prime crepe nell'ambiente. Il turbolento Docherty ebbe alcuni dissidi con alcune delle personalità più forti dello spogliatoio, in particolare Venables. A marzo giunsero una sconfitta per mano del Manchester United, rivale per il titolo, e poco dopo un altro risultato negativo (0-2) contro il Liverpool nella semifinale di FA Cup, nonostante il Chelsea fosse favorito in quest'ultima partita. A quattro giornate dal termine del campionato i Blues rimanevano comunque primi, ma in vista dell'incontro decisivo contro il Burnley Docherty mise fuori squadra otto giocatori-chiave (Venables, Graham, Bridges, Hollins, McCreadie, Hinton, Bert Murray e Joe Fascione), rei di aver violato il coprifuoco imposto dall'allenatore prima della partita. Ciò che rimase della squadra, un gruppo di riserve e giovani, perse malamente (2-6) e diede il via libera alle altre pretendenti. Il Chelsea terminò il torneo al terzo posto.

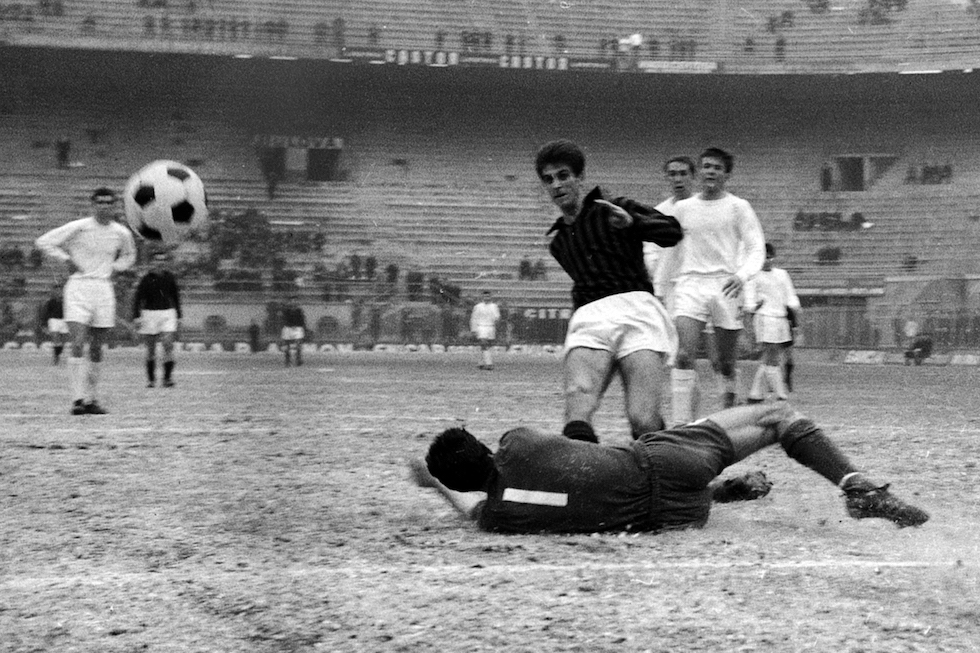
The Cat Peter Bonetti, portiere e bandiera dei Pensioners dal 1960 al 1979, qui non riesce a opporsi al milanista Gianni Rivera nell'andata del terzo turno di Coppa delle Fiere 1965-1966; nonostante la sconfitta patita a San Siro, la squadra londinese farà suo il confronto allo spareggio, spingendosi poi fino alle semifinali del torneo.

L'annata successiva si rivelò ugualmente ricca di eventi, sebbene alla fine infruttuosa. Il Chelsea si batté su tre fronti: campionato, FA Cup e Coppa delle Fiere. In un'epoca che ancora non conosceva il turn over la squadra avvertì il peso delle 60 partite giocate in una stagione, un record per il club. Alla fine si piazzò al quarto posto in campionato, ma in FA Cup si prese la rivincita sul Liverpool detentore del trofeo, battendolo ad Anfield e guadagnando così l'accesso alle semifinali, dove affrontò lo Sheffield Wednesday, ancora una volta al Villa Park. Malgrado godesse dei favori del pronostico rispetto al club dello Yorkshire, quel giorno il Chelsea perse per 2-0 e fu eliminato.
In Coppa delle Fiere eliminò Roma, Monaco 1860 e Milan (quest'ultima partita si decise lanciando una monetina, avendo le due squadre pareggiato). In semifinale si arrese al Barcellona. Andata e ritorno si conclusero con il punteggio di 2-0 per la rispettiva squadra di casa, così fu disposto il replay, per la cui disputa fu scelto il Camp Nou al termine di un altro lancio della monetina. Il match si chiuse sul 5-0 per i blaugrana. Docherty, ormai in aperto contrasto con molti giocatori, decise, quindi, di puntare su una squadra dall'età media di 21 anni. Venables, Graham, Bridges e Murray furono tutti venduti nel corso dell'annata, mentre fu acquistato per 72 000 sterline Charlie Cooke, ala scozzese di classe cui si aggiunse il centrocampista Tommy Baldwin, che arrivò a Stamford Bridge come parziale contropartita per la cessione di Graham. Dal settore giovanile emergeva, intanto, un attaccante dal talento cristallino, Peter Osgood.
Le operazioni di calciomercato di Docherty furono inizialmente produttive. Il Chelsea, con Osgood come fulcro dell'intera squadra, si issò in vetta alla classifica del campionato nell'ottobre 1966, unica formazione imbattuta dopo dieci giornate. Poi Osgood si ruppe una gamba in una partita di League Cup e i piani si complicarono. Per rimpiazzarlo Docherty non badò a spese e stabilì immediatamente il nuovo primato societario dell'acquisto più costoso, ingaggiando l'attaccante Tony Hateley per 100.000 sterline. Il gioco aereo di Hateley, però, mal si conciliava con l'impostazione di gioco del Chelsea, in cui il nuovo arrivato faticava ad inserirsi. Cominciò, quindi, una fase calante che condusse la compagine londinese al 9º posto finale. Il raggiungimento della finale di FA Cup fu l'occasione giusta per una rivalsa. In semifinale i Blues avevano sconfitto il Leeds United in quella che gli storici indicano come una delle partite in cui sorse l'accesa rivalità tra i due club. In uno dei suoi momenti migliori con la maglia del Chelsea Hateley segnò un gol di testa che alla fine fu decisivo, ma la partita fu segnata da roventi polemiche attorno a due reti che il Leeds si vide annullare, una per fuorigioco e l'altra perché Peter Lorimer aveva battuto troppo velocemente il calcio di punizione.
Il Chelsea fu opposto al Tottenham Hotspur nella prima finale di FA Cup tra due club di Londra, nota come la Finale della Cockney Cup. Era la prima finale che il Chelsea disputava dal 1915 e la sua prima presenza in finale a Wembley. Ron Harris, all'epoca ventiduenne,  era il più giovane capitano a scendere in campo in una finale di Coppa d'Inghilterra. I Blues giocarono al di sotto delle attese e, malgrado un gol sul finire di partita da parte di Tambling su colpo di testa, non riuscirono ad evitare la sconfitta per 2-1 contro il Tottenham degli ex Venables e Greaves. Docherty, figura sempre assai discussa, fu sollevato dall'incarico nella prima parte della stagione seguente, pagando le sole due vittorie nelle prime dieci partite stagionali. Le speculazioni dei media furono molto fitte: si parlò di uno spogliatoio in subbuglio per mancati pagamenti, problema cui si aggiunse una squalifica di 28 giorni irrogata dalla FA ai danni dello stesso Docherty.
Nel primo anno dopo la sua partenza il Chelsea perse per 7-0 contro il Leeds United, eguagliando la peggiore sconfitta nella storia del club (un 8-1 subito nel 1953-1954 contro i Wolverhampton Wanderers). Dave Sexton, ex allenatore del West Ham e del Leyton Orient, temperamento molto più calmo e riservato di Docherty, assunse l'incarico di allenatore. Il nucleo della squadra ereditata da Docherty rimase in larga parte invariato. Vi si aggiunsero due rinforzi in difesa, John Dempsey e David James Webb, l'attaccante Ian Hutchinson, l'esordiente centrocampista Alan Hudson e l'ala Peter Houseman, di ritorno da un prestito. Sexton si dimostrò influente al punto giusto e seppe traghettare la squadra a due altri piazzamenti tra le prime sei, oltre che alla Coppa delle Fiere 1968-1969, da cui i Blues furono estromessi per opera del DWS Amsterdam dopo il lancio della monetina.
Nel campionato 1969-1970 il club si classificò terzo alle spalle di Everton e Leeds United. Osgood e Hutchinson realizzarono insieme 53 gol stagionali. Poi fu proprio il Leeds United, dominatore del campionato nonché una delle potenze calcistiche dell'epoca, a contendere ai londinesi la FA Cup. Nella prima partita, a Wembley, il Chelsea, su un terreno intriso d'acqua, riuscì a pareggiare per 2-2 dopo essersi trovato in svantaggio di due reti. Segnarono Houseman e, su colpo di testa a quattro minuti dal termine, Hutchinson. Il replay, reso necessario dal pareggio del primo match di finale, si svolse all'Old Trafford di Manchester due settimane più tardi. La partita rimase celebre e per l'estremo tatticismo fisico di ambedue le squadre e per le dimostrazioni di abilità e talento dei giocatori. Nuovamente in svantaggio, il Chelsea riequilibrò il risultato per la terza volta in altrettante partite, in questo caso grazie ad un colpo di testa in tuffo di Osgood su cross di Cooke. L'incontro proseguì ai tempi supplementari, dove Webb, su assist di Hutchinson, colpì la palla di testa e realizzò il gol della vittoria, quello del 2-1.
Il successo in Coppa d'Inghilterra valse al Chelsea la qualificazione per la Community Shield del 1970 (in cui perse 1-2 per mano dell'Everton) e in Coppa delle Coppe per la prima volta nella sua storia. Le vittorie contro Aris Salonicco e CSKA Sofia aprirono alla squadra la strada verso i quarti di finale, dove il Club Bruges si arrese ai londinesi al termine di una partita molto emozionante. Persa per 2-0 la gara di andata, il Chelsea era bloccato sullo 0-0 a nove minuti dalla fine della partita di ritorno, ma un gol di Osgood cambiò le sorti dell'incontro, anticipando un'altra marcatura dei blues. Si giocarono, così, i tempi supplementari e alla fine gli uomini di Sexton trionfarono per 4-0. I rivali del Manchester City, detentori del trofeo, furono eliminati in semifinale. La prima finale tra Chelsea e Real Madrid terminò sull'1-1; il replay fu disputato solo due giorni dopo e fu deciso dai gol di Dempsey e Osgood: il 2-1 consentì al Chelsea di sollevare il suo primo alloro europeo. La canzone Blue is the Colour ("Blu è il Colore"), incisa nel 1972 e cantata da membri della squadra, raggiunse la quinta posizione della Official Singles Chart. Si tratta di una delle canzoni più famose del calcio inglese, un motivo legato indissolubilmente al Chelsea di quell'epoca.

## La crisi (1972-1983)
Nel decennio non vi furono più successi, dal momento che l'acuirsi di una serie di complicazioni finanziarie mise il club in ginocchio. Dall'inizio degli anni settanta la disciplina che regnava nella squadra si indebolì e Sexton si scontrò con svariati giocatori di spicco, tra cui Osgood, Hudson e Baldwin, circa il loro atteggiamento e il loro stile di vita. Insieme allo spirito di squadra vennero meno anche i risultati. Eliminato dalla Coppa delle Coppe 1971-1972 per mano dei meno quotati avversari svedesi dell'Åtvidabergs FF, il Chelsea fu estromesso pure dalla FA Cup dal Leyton Orient, squadra di Second Division, nonostante un vantaggio di 2-0. Da ultimo perse la finale di League Cup del 1972 contro lo Stoke City. In tutte queste occasioni la formazione di Londra era uscita sconfitta contro rivali tecnicamente inferiori e nonostante avesse dominato la partita per lunghi tratti. Nel 1972-1973 si piazzò al 12° e nel 1973-1974 al 17º posto. L'ostilità tra Sexton da una parte e Osgood e Hudson dall'altra raggiunse l'apice dopo una sconfitta casalinga per 2-4 contro il West Ham United il giorno di Santo Stefano del 1973. I due giocatori furono ceduti alcuni mesi dopo, ma anche Sexton sarebbe stato esonerato all'inizio della stagione 1974-1975 dopo un avvio difficoltoso. Gli successe l'assistente Ron Suart, il quale non fu in grado di invertire la tendenza negativa che sfociò nella retrocessione del 1975.
La costruzione della pionieristica East Stand (Tribuna Est), che mantiene il suo posto nel moderno impianto, rappresentò un'ulteriore fonte di danno. L'opera faceva parte di un piano di potenziamento dello stadio, in procinto di aumentare la capienza a 60.000 posti, tutti a sedere. Il progetto, descritto come "il più ambizioso mai intrapreso in Gran Bretagna", coincise con la crisi energetica mondiale e fu ostacolato dai ritardi, da uno sciopero dei costruttori e dalla scarsità di materiali, tutti fattori che fecero impennare sensibilmente i costi inizialmente previsti. Nel 1976 il club si ritrovò con 3,4 milioni di sterline di debito. Di conseguenza, tra l'agosto 1974 e il giugno 1978, la dirigenza non acquistò nessun giocatore. Il declino della squadra fu accompagnato da un declino nell'affluenza di pubblico: i pochi tifosi rimasti erano danneggiati dalla cattiva fama della minoranza di supporter violenti (in quei giorni la forbice tra passione e holliganismo era pericolosamente ristretta). I tardi anni Settanta e i primi ottanta furono il periodo di maggiore sviluppo del fenomeno degli hooligans. I tifosi violenti del Chelsea, i Chelsea Headhunters, erano particolarmente famigerati per la violenza e per i legami con gruppi politici estremistici, e avrebbero fatto sentire la loro presenza negli anni successivi.

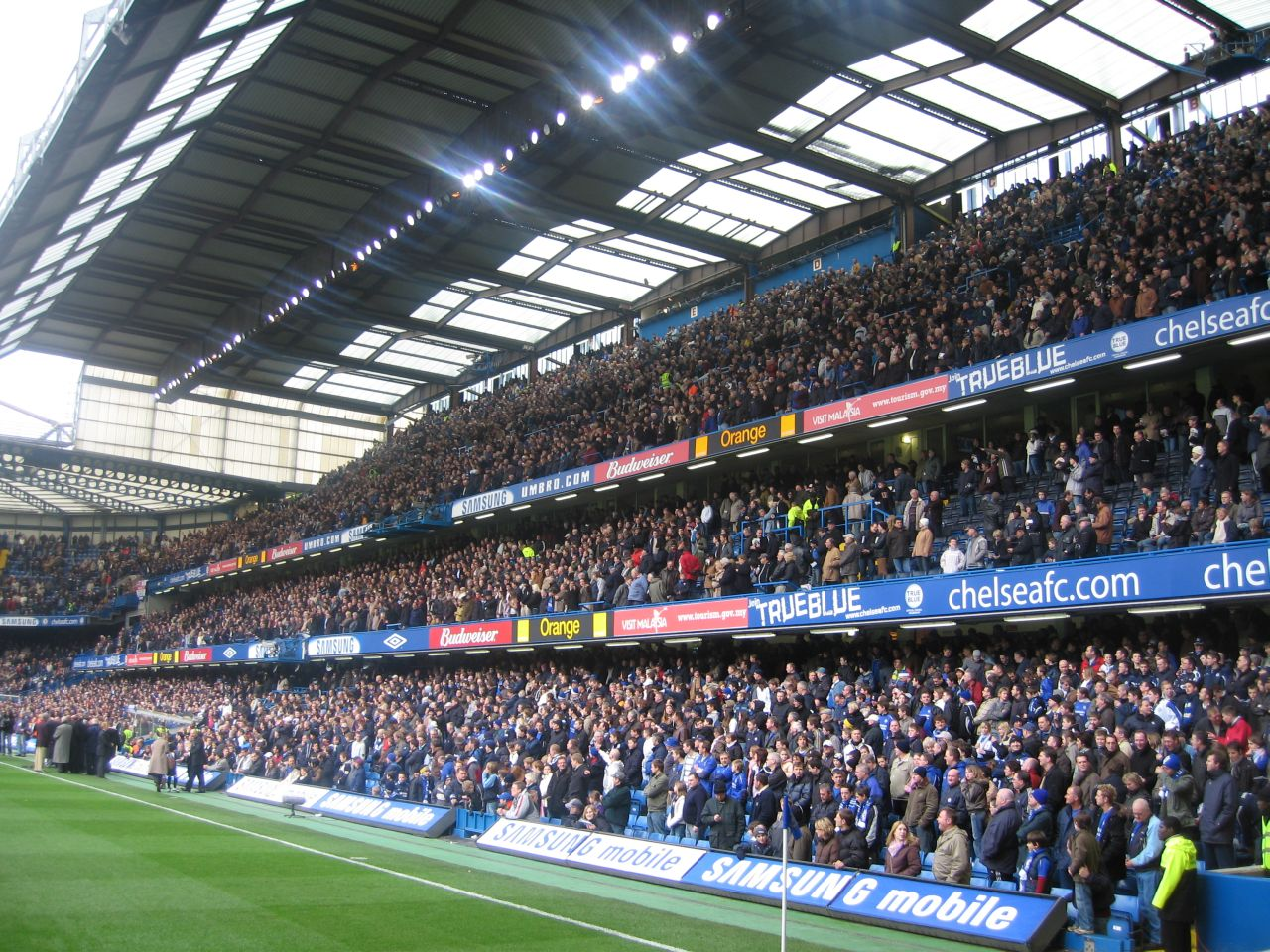
La East Stand, i cui costi di costruzione furono una delle cause dei problemi finanziari del Chelsea negli anni Settanta e Ottanta

Poco prima della retrocessione del 1975 fu nominato allenatore l'ex terzino sinistro Eddie McCreadie. Dopo un anno di transizione e consolidamento (Second Division 1975-1976) il tecnico riportò i Blues in massima serie nel 1976-1977, con una squadra composta da giovani (su tutti Ray Wilkins e l'attaccante Steve Finnieston, autore di 24 gol) e veterani dei tempi d'oro (tra i quali Cooke, Harris e Bonetti). McCreadie, però, lasciò il club dopo una disputa con Brian Mears su una compagnia di automobili. Al suo posto fu ingaggiato un altro ex giocatore, l'ex terzino destro Ken Shellito.
Shellito mantenne il Chelsea in First Division nel 1977-1978, stagione il cui punto più alto fu il 4-2 inflitto ai campioni d'Europa del Liverpool in FA Cup. Shellito si dimise a metà della stagione seguente, avendo vinto soltanto tre partite di campionato fino a Natale. Neanche il fugace ritorno di Peter Osgood servì a migliorare il rendimento della squadra. Il successore di Shellito, Danny Blanchflower, ex capitano del Tottenham Hotspur vincitore del double, non fu in grado di arginare la caduta che si concluse con un'altra retrocessione, con un bilancio di sole 5 vittorie e 27 sconfitte. Si apriva uno dei periodi più bui nella storia del Chelsea. Wilkins, una delle poche stelle rimaste tra i Blues, fu venduto al Manchester United, mentre nel settembre 1979 fu assunto come allenatore l'eroe del campionato del mondo 1966 Geoff Hurst, coadiuvato dall'assistente Bobby Gould. Il loro arrivo diede una svolta all'ambiente. Per un lungo periodo il Chelsea condusse la classifica, tuttavia un crollo nell'ultima parte della stagione provocò il 4º posto finale: la squadra mancò la promozione per la differenza reti. Nell'annata seguente i londinesi faticarono a segnare, facendo registrare una striscia di nove partite consecutive senza reti realizzate e vincendo solo tre partite su venti. Alla fine arrivò un 12º posto nel 1980-1981 e Hurst fu esonerato.
Nel 1981 Brian Mears si dimise da presidente, ponendo fine ad un sodalizio familiare con il club della durata di 76 anni. Uno degli ultimi provvedimenti fu la nomina dell'ex tecnico del Wrexham John Neal come allenatore. Un anno dopo la Chelsea Football & Athletic Company, pesantemente indebitata e incapace di pagare i suoi giocatori, fu acquistata, nel punto più basso della sua storia, dall'uomo d'affari Ken Bates, un tempo presidente dell'Oldham Athletic e che la rilevò dalla famiglia Mears per la somma principesca di 1 sterlina. Bates, però, si rifiutò di pagare lo stadio e ripianare i suoi corposi debiti, decisione che avrebbe poi rimpianto. Il nuovo proprietario si dimostrò un vero lottatore nella veste di presidente, anche se i suoi avversari comprendevano tifosi (che non gradivano la decisione di installare recinzioni elettriche per tenerli fuori dal campo) e la compagnia di sviluppo immobiliare Marler Estates, cui David Mears, fratello di Brian, aveva venduto la sua parte di proprietà fondiaria assoluta.
Nel 1981-1982 la stagione è terminata con un 12º posto in Second Division, il Chelsea compì il suo miglior cammino in FA Cup dopo molti anni ed eliminò il Liverpool campione d'Europa nel quinto turno. I Blues giocarono meglio dei nobili rivali e li sconfissero per 2-0. Nei quarti di finale furono messi di fronte ai vecchi avversari del Tottenham Hotspur, che, malgrado il vantaggio londinese con Mike Fillery, riuscirono a vincere con il punteggio di 3-2 in una partita entusiasmante. La stagione 1982-1983 fu la peggiore nella storia del Chelsea. Dopo un brillante avvio la squadra scivolò sempre più in basso in graduatoria, conoscendo nove partite consecutive senza vittorie quando l'annata volgeva al termine e trovandosi sull'orlo del baratro, la retrocessione in Third Division. A questo punto, considerati i problemi finanziari del club, la caduta in terza divisione avrebbe potuto significare la fine della società. Nella penultima giornata vi fu lo scontro diretto con il Bolton Wanderers, deciso da un potente tiro da quasi 25 metri di Clive Walker, tiro che si insaccò all'ultimo minuto per un decisivo 1-0 finale. Nell'ultima giornata un pareggio casalingo contro il Middlesbrough evitò la retrocessione per due punti di margine in classifica.

## Una nuova era (1983-1989)
L'estate del 1983 segnò una svolta nella storia del Chelsea. Il presidente John Neal spinse per una serie di acquisti poi dimostratisi cruciali nel cambiare il destino della squadra. I volti nuovi erano l'attaccante Kerry Dixon, comprato dal Reading, l'abile ala Pat Nevin, dotato di grande capacità di corsa, dal Clyde, il centrocampista Nigel Spackman dal Bournemouth e il portiere Eddie Niedzwiecki dal Wrexham. A questi arrivi si aggiunse il ritorno di John Hollins come allenatore-giocatore, per un totale di 500.000 sterline di spesa. Dixon formò una coppia-gol molto affiatata con il neo-arrivato David Speedie ed entrambi si combinarono bene con Nevin per dar vita ad un trio che avrebbe prodotto quasi 200 gol in tre anni.
Il rinnovato Chelsea iniziò la stagione 1983-1984 con una goleada (5-0) contro il Derby County, cui seguirono il 5-3 contro il Fulham e il 4-0 inflitto al Newcastle United di Kevin Keegan. Grazie anche ai gol di Dixon, che ne realizzò 36 in tutte le competizioni - quanto a marcature in una stagione fecero meglio solamente Bobby Tambling e Jimmy Greaves - la promozione fu ottenuta con un altro 5-0 contro i vecchi rivali del Leeds United. La squadra fu incoronata campione della Second Division all'ultima giornata dopo una vittoria in casa del Grimsby Town. Per l'occasione ben 10.000 tifosi del Chelsea si spostarono nel Lincolnshire al seguito della formazione di Hollins.
Tornato in First Division, il Chelsea concorse sorprendentemente per la qualificazione alle coppe europee nel 1984-1985, finendo poi al sesto posto. La squadra era ben avviata verso la terza finale di League Cup, ma la semifinale contro il Sunderland, compagine che rischiava la retrocessione, ebbe un esito non previsto. L'ex ala dei Blues Clive Walker guidò la propria formazione ad una vittoria per 3-2 a Stamford Bridge (5-2 il risultato complessivo), prima che scoppiassero tumulti sugli spalti. La partita continuò tra le cariche della polizia, ma poco dopo i tifosi entrarono in campo e la violenza proseguì per le strade. Neal si ritirò alla fine della stagione per ragioni di salute e fu sostituito da Hollins.
La prima annata di Hollins vide il Chelsea battersi per il titolo. Primi in classifica a febbraio, i londinesi dovettero poi rinunciare a Dixon e Niedzwiecki, vittime di due gravi infortuni, e durante il periodo pasquale concessero dieci gol in due partite, trovandosi quasi fuori dalla lotta per la vittoria del campionato. Due successi per 2-1 contro il Manchester United all'Old Trafford e il West Ham United ad Upton Park - di fatto negando, in tal modo, il titolo agli Hammers - lasciarono il Chelsea a tre punti dalla capolista Liverpool con cinque giornate da disputare. Di lì al termine del torneo, però, fu guadagnato solo un punto, che fruttò un altro sesto posto. Nella stessa stagione i londinesi vinsero la prima edizione della Full Members Cup, superando per 5-4 il Manchester City F.C. a Wembley grazie ad una tripletta di Speedie, dopo aver subito una parziale rimonta degli avversari, inizialmente in svantaggio per 0-5.
Dopo questo avvio di gestione tutto sommato incoraggiante, l'era Hollins visse una fase opaca. Nel campionato 1986-1987 il Chelsea si piazzò quattordicesimo, mentre lo spirito di squadra si dissolse man mano per via di continui dissapori tra Hollins e non pochi giocatori-chiave, su tutti Speedie e Spackman, che conseguentemente furono ceduti. Hollins fu mandato via a marzo della stagione seguente, con la squadra di nuovo in lotta per la salvezza. Fu ingaggiato al suo posto Bobby Campbell, che non riuscì ad evitare la retrocessione avvenuta al termine dei play-off, i quali ebbero, in verità, vita breve. La sconfitta determinante si verificò nella partita contro il Middlesbrough, incontro caratterizzato ancora una volta da una sommossa del pubblico e da una tentata invasione di campo. La federazione punì severamente il club, comminandogli sei partite da disputare a porte chiuse per la stagione successiva. Senza vittorie dopo le prime sei giornate di campionato, il Chelsea riuscì comunque a vincere il campionato di Second Division 1988-1989 con 99 punti, 17 in più della rivale più agguerrita, il Manchester City.

## Primi anni novanta: di nuovo in carreggiata (1989-1996)
Nella First Division 1989-90 il Chelsea, neopromosso, fu tra i protagonisti. Con un organico privo di grandi nomi l'allenatore Bobby Campbell seppe ottenere un buon quinto posto. Malgrado la squalifica dei club inglesi dalle competizioni europee che partì quell'anno, il Chelsea mancò l'accesso alla Coppa UEFA perché in quella stagione l'unico posto assegnato all'Inghilterra andò all'Aston Villa vice-campione nazionale. Nella stessa annata Campbell guidò la formazione di Londra al suo secondo successo in Full Members Cup, grazie ad un 1-0 contro il Middlesbrough nella finale di Wembley. Campbell si dimise un anno più tardi e fu sostituito da Ian Porterfield, il quale condusse il Chelsea abbastanza in alto nella classifica 1991-1992 da poter guadagnare il diritto a disputare la prima stagione della Premier League. Lasciò il club a metà della stagione 1992-1993, rimpiazzato da David James Webb, altro protagonista della vittoria dei Blues in FA Cup nel 1970. Sotto la gestione Webb la compagine della capitale arrivò undicesima, posizione che non valse al tecnico la riconferma. Alla fine della stagione gli subentrò il trentacinquenne Glenn Hoddle, ex centrocampista della Nazionale inglese che aveva appena conquistato la promozione in Premiership come allenatore-giocatore dello Swindon Town.
Frattanto, nel 1992, a conclusione di un decennio di incertezza sul futuro di Stamford Bridge caratterizzato da aspre dispute legali e dalla lunga campagna Save the Bridge ("Salvate il Bridge", con riferimento allo stadio), Bates finalmente scalzò gli sviluppatori immobiliari e fuse la proprietà fondiaria assoluta con il Club. Egli approfittò delle difficoltà degli sviluppatori in seguito ad un crollo del mercato e stringendo un accordo con le loro banche. Fu costituita la Chelsea Pitch Owners ("Possessori del Campo del Chelsea"), che nel 1997 acquistò la proprietà fondiaria assoluta dello stadio, i diritti di denominazione del club e il campo, a garanzia che una situazione come quella precedente non si sarebbe mai più ripetuta. Sistemata la situazione legale, iniziarono i lavori di rinnovamento dell'intero impianto (esclusa la East Stand), i cui posti furono resi tutti a sedere. Inoltre si avvicinarono le tribune al terreno di gioco e furono edificate le coperture, operazioni poi ultimate entro l'inizio del nuovo millennio.
La prima stagione di Hoddle, il 1992-1993, vide il Chelsea calare leggermente di forma, ma il rischio temporaneo della retrocessione fu scongiurato dai gol del nuovo acquisto Mark Stein, pagato 1.500.000 sterline allo Stoke City. Nella stessa stagione i Blues furono finalisti di FA Cup, dove affrontarono i campioni della Premiership del Manchester United, squadra che il Chelsea aveva battuto per 1-0 in entrambe le partite di campionato. La prima frazione di gioco si chiuse sullo 0-0, ma nello spazio di cinque minuti dall'inizio della ripresa allo United furono assegnati due calci di rigore, ambedue trasformati in gol. Il Chelsea si lanciò all'attacco e i rivali colpirono in contropiede due altre volte per il 4-0 finale. La sconfitta fu pesante, ma consentì ugualmente ai londinesi di qualificarsi per la Coppa delle Coppe 1994-1995, avendo il Manchester United già ottenuto la qualificazione in UEFA Champions League. In quella edizione della Coppa delle Coppe il Chelsea raggiunse la semifinale, dove venne eliminato dal Real Saragozza, poi vincitore del trofeo.
Il Chelsea aveva adesso una squadra di tutto rispetto, comprendente molti giocatori di alto rango, il più importante dei quali era il grintoso capitano Dennis Wise. Il presidente Ken Bates e il direttore sportivo Matthew Harding stavano raccogliendo somme da investire nell'acquisto di nuovi atleti. Nell'estate del 1995 giunsero a Stamford Bridge due stelle di fama mondiale, il fuoriclasse olandese Ruud Gullit (a parametro zero dalla Sampdoria) e il bomber del Manchester United Mark Hughes (pagato 1,5 milioni di sterline), cui fu aggiunto il talentuoso difensore rumeno Dan Petrescu. Hoddle guidò il Chelsea ad un altro 11º posto nella stagione 1995-1996 e ad un'altra semifinale di FA Cup, poi lasciò il club per assumere l'incarico di commissario tecnico della Nazionale dell'Inghilterra.

## La rinascita (1996-2000)

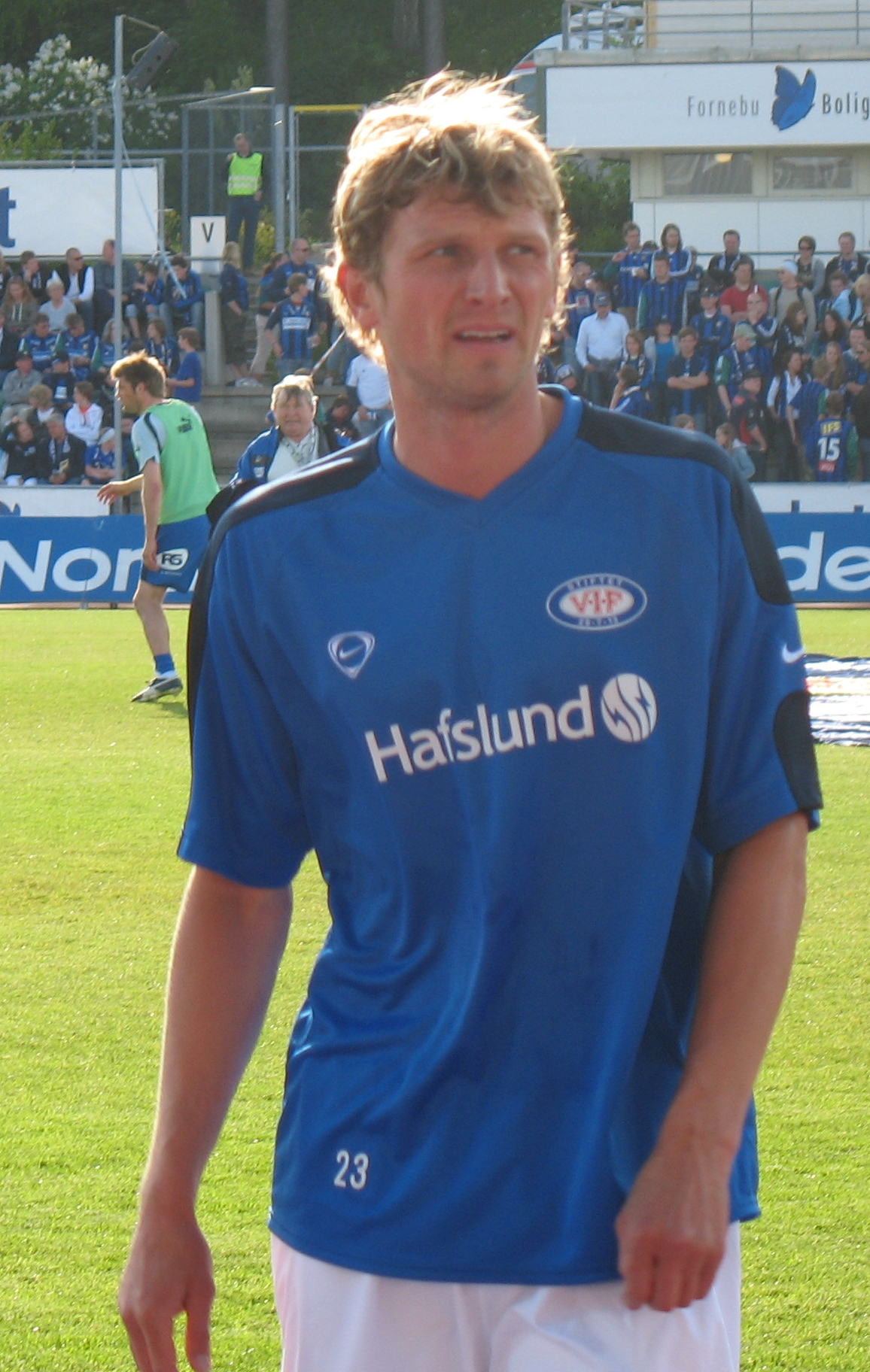
Tore André Flo, qui con la maglia del Vålerenga

In vista della stagione 1996-1997 Gullit assunse le vesti di allenatore-giocatore, aggiungendo molti giocatori di alto livello alla squadra: l'attaccante della Juventus campione d'Europa Gianluca Vialli, l'esperto difensore francese Frank Lebœuf e i nazionali italiani Gianfranco Zola, destinato a diventare un idolo dei tifosi e uno dei migliori calciatori nella storia del club, e Roberto Di Matteo, pagato 4,9 milioni di sterline, record per il club londinese. Li avrebbero raggiunti il prolifico centrocampista Gustavo Poyet, nazionale uruguagio, e il centravanti Tore André Flo, nazionale norvegese. Fu con questo organico che il Chelsea di Gullit e del suo successore si riaffermò come una delle squadre inglesi più forti, capace di esprimere un calcio veloce e piacevole.
Gullit fu artefice di un'ottima stagione d'esordio in panchina. La squadra arrivò sesta, miglior piazzamento dal 1989-1990, e pose fine ad un periodo di mancati successi di rilievo mettendo in bacheca la FA Cup. Probabilmente la partita più importante fu quella contro il Liverpool nel quarto turno. In svantaggio per 2-0 all'intervallo, Gullit indovinò la sostituzione inserendo in campo Hughes. Questi segnò immediatamente il gol che riaprì il risultato (rasoterra dal limite dell'area) e poi servì un ottimo pallone a Zola, che realizzò da quasi 25 metri un gol molto bello, calciando in modo potente con l'effetto. Completata la rimonta, il Chelsea beneficiò della doppietta di Vialli (4-2 il risultato finale). Il 2-0 al Middlesbrough in finale a Wembley fu il frutto di un avvio fulminante dei londinesi: Di Matteo mise a segno la rete più veloce nella storia della Coppa d'Inghilterra a soli 43 secondi dal fischio d'inizio; Eddie Newton chiuse i conti negli ultimi minuti. La vittoria fu il suggello a una stagione segnata dal cordoglio per la scomparsa del popolare direttore sportivo e benefattore finanziario Matthew Harding, morto nell'ottobre 1996 in un incidente d'elicottero mentre tornava da una partita di Coppa di Lega contro il Bolton Wanderers.

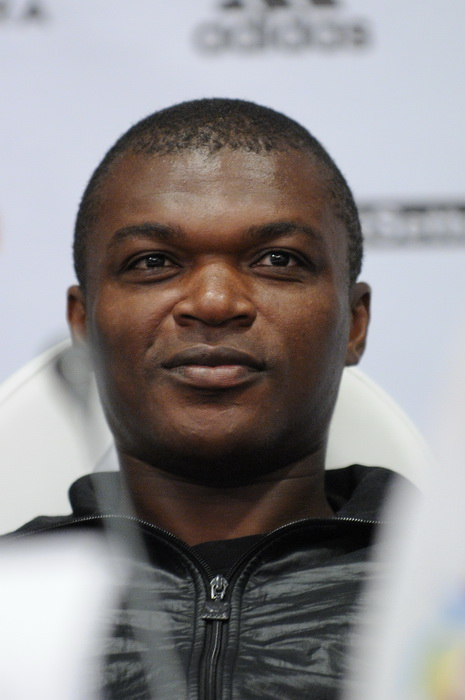
Marcel Desailly

La stagione 1997-98 si aprì con la sfida di Community Shield contro il Manchester United: la gara si concluse sull'1-1 nei tempi supplementari e ai rigori vinsero i Red Devils per 4-2.
Gullit fu esonerato all'improvviso nel febbraio 1998, presumibilmente per dissidi riguardanti il contratto, con i Blues secondi in Premiership e in semifinale nelle due competizioni di coppa. Si decise di puntare ancora una volta sulla formula dell'allenatore-giocatore: questa volta fu il trentatreenne Gianluca Vialli a prendere in mano le redini della squadra. L'italiano cominciò la propria carriera di allenatore molto bene, vincendo due trofei in due mesi. In League Cup i londinesi trionfarono con un altro 2-0 ai danni del Middlesbrough a Wembley (Di Matteo fu ancora tra i marcatori), mentre in Coppa delle Coppe eliminarono il sorprendente Vicenza in una semifinale ricca di colpi di scena: persa l'andata per 1-0, i Blues subirono un gol nel ritorno a Stamford Bridge, ma riuscirono poi a vincere per 3-1 soprattutto grazie a Hughes. In finale superarono lo Stoccarda allo Stadio Råsunda di Stoccolma con un gol-lampo di Zola, entrato in campo da appena 17 secondi. Il Chelsea vinse così nel 1998 la sua seconda Coppa delle Coppe, a distanza di 27 anni dal primo successo ottenuto in questa competizione. 
Nell'estate del 1998 arrivò la vittoria nella Supercoppa europea, ottenuta a scapito del favorito Real Madrid nella prima edizione della manifestazione giocata in gara unica allo Stadio Louis II di Montecarlo (1-0, marcatura di Poyet). Per il Chelsea fu il primo successo nella competizione. Nella stagione 1998-1999 il Chelsea tornò a competere seriamente per il titolo inglese dopo anni. A dispetto di una sconfitta iniziale contro il Coventry City, rimase poi imbattuta fino a gennaio, passando al comando della classifica a Natale. Le possibilità di conquistare il campionato svanirono a causa di una sconfitta in casa contro il West Ham United e ai pareggi consecutivi contro Middlesbrough, Leicester City e Sheffield Wednesday ad aprile. Il club giunse così terzo, a quattro punti dal Manchester United campione d'Inghilterra. Una stagione promettente si chiuse, quindi, con molta amarezza. La difesa della Coppa delle Coppe vinta l'anno prima si interruppe in semifinale per opera del Maiorca, mentre nelle altre coppe giunsero due eliminazioni ai quarti di finale. Il terzo posto in campionato garantì in ogni caso la prima qualificazione del Chelsea alla UEFA Champions League.
Quarantaquattro anni dopo che gli era stato negato l'accesso alla prima edizione del torneo, il Chelsea esordì nella massima competizione europea nell'agosto 1999. Seguì un filotto di prestazioni superlative, tra cui i pareggi a San Siro contro il Milan e all'Olimpico contro la Lazio e la vittoria per 5-0 in casa dei turchi del Galatasaray. Nell'andata dei quarti di finale contro il Barcellona a Stamford Bridge, il Chelsea si portò sul 3-0 e concesse nel finale un gol fuori casa a Luís Figo. A sette minuti dalla fine della partita di ritorno al Camp Nou, il Chelsea, nonostante stesse perdendo per 2-1, era virtualmente qualificato, ma gli spagnoli segnarono il gol del 3-1 che portò la sfida ai tempi supplementari. Qui i catalani realizzarono due altre reti e sancirono l'eliminazione dei britannici, sconfitti per 5-1 (per 6-4 nel risultato complessivo).
Il Chelsea era ormai una multinazionale di alto calibro che comprendeva Gianfranco Zola, Roberto Di Matteo, Gustavo Poyet, il portiere olandese Ed de Goey e il trio francese di campioni del mondo 1998 Frank Lebœuf, Marcel Desailly e Didier Deschamps. Sotto la gestione Vialli sarebbe diventata la prima squadra nella storia del calcio inglese a schierare una formazione titolare composta interamente da giocatori stranieri, fatto che pose l'accento sull'internazionalizzazione di questo sport. Nella stagione 1999-2000 la formazione di Londra non riuscì, tuttavia, a sostenere l'impegno sul doppio fronte Premier League-UEFA Champions League e concluse al quinto posto il campionato. Vialli riuscì comunque a traghettare la squadra al secondo successo finale in FA Cup in quattro anni, questa volta contro l'Aston Villa nell'ultima finale giocata a Wembley prima della chiusura dello stadio per la ristrutturazione. Determinante fu per l'ennesima volta una rete di Di Matteo.

## Un periodo d'oro (2000-oggi)

### Il quadriennio di Claudio Ranieri e l'avvento di Roman Abramovič (2000-2004)

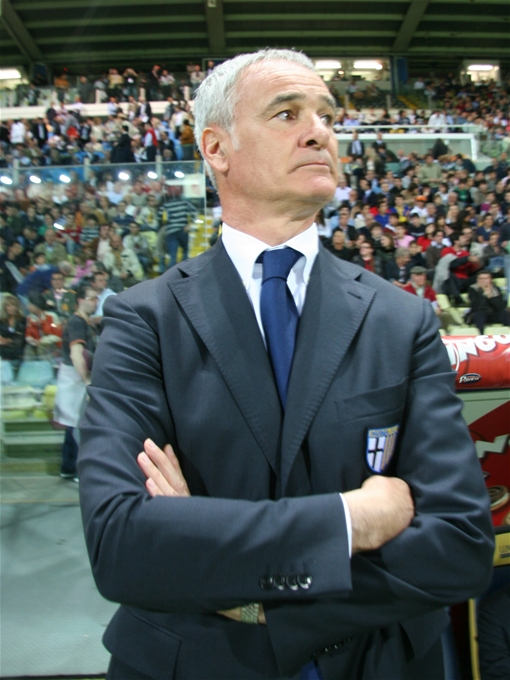
Claudio Ranieri

Ad agosto la nuova stagione si aprì con la vittoria della Supercoppa d'Inghilterra, con un 2-0 inflitto al Manchester United: Vialli diventò l'allenatore più vincente alla guida del Chelsea. 
La dirigenza spese quasi 26 milioni di sterline per rinforzare l'organico durante l'estate del 2000. Furono ingaggiati il goleador olandese Jimmy Floyd Hasselbaink e il talentuoso attaccante islandese Eiður Guðjohnsen, ma l'allenatore italiano fu esonerato nel settembre 2000 dopo aver vinto soltanto una delle prime cinque partite di campionato. Ancora una volta si sussurrò che alla base della rottura vi fossero dissapori con i calciatori importanti. Fu sostituito da un altro italiano, Claudio Ranieri, il quale, malgrado i problemi iniziali con la lingua inglese, fu capace di guidare i Blues ad un altro piazzamento tra le prime sei nella sua prima stagione. Ranieri ricostruì con pazienza la struttura della squadra, riducendone l'età media con la vendita dei giocatori più anziani come Wise e Poyet, e rimpiazzandoli con i giovani John Terry, William Gallas, Frank Lampard e Jesper Grønkjær.

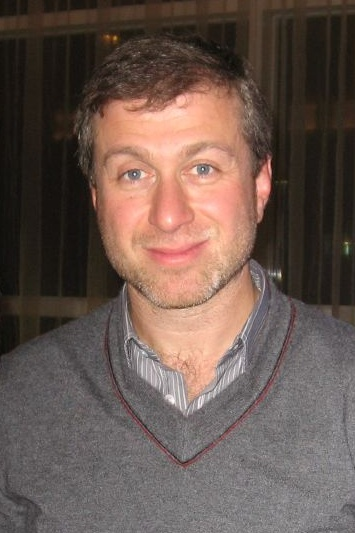
Roman Abramovič, magnate russo proprietario del club dal 2003 al 2022

La seconda stagione di Ranieri fece vedere dei progressi, principalmente nelle coppe. Il Chelsea, difatti, raggiunse la semifinale di League Cup e un'altra finale di FA Cup, competizione che perse a vantaggio dell'Arsenal, che in quell'annata si aggiudicò il double. In campionato i passi in avanti furono meno netti e il Chelsea si piazzò di nuovo al 6º posto. Intanto circolavano voci sulla pericolosa situazione finanziaria del club, che non poté più acquistare giocatori. Le aspettative per la stagione 2002-2003 erano, per forza di cose, più contenute. Tuttavia, i Blues seppero inaspettatamente battersi per il titolo e sconfiggere il Liverpool per 2-1 all'ultima giornata, in una delle partite migliori nella storia della società. Il successo contro il club del Merseyside valse il 4º posto e la conseguente qualificazione alla Champions League, proprio ai danni degli avversari dell'ultimo turno di campionato.
Con la società in crisi economica nel giugno 2003 Bates vendette il club per la cifra di 60 milioni di sterline al magnate russo Roman Abramovič, il quale si accollò il debito di 80 milioni di sterline, pagandone la maggior parte in tempi rapidi.. Bates riconobbe un profitto personale di 17 milioni per un club che aveva acquistato per la cifra simbolica di 1 sterlina nel 1982 (nel corso degli anni il suo pacchetto azionario si era ridotto a meno del 30% del totale). Il nuovo proprietario si rese protagonista di una campagna acquisti faraonica, per una spesa totale di 100 milioni di sterline prima dell'inizio della stagione. Furono ingaggiati Claude Makélélé, Geremi, Glen Johnson, Joe Cole, Damien Duff, ma i colpi più eclatanti e costosi furono l'attaccante romeno Mutu, strappato al Parma, e gli argentini Verón e Crespo, prelevati rispettivamente da Manchester United e Inter.
Gli investimenti furono in buona sostanza ripagati. Il Chelsea si piazzò secondo in Premier League, miglior piazzamento da 49 anni a quella parte, e raggiunse la semifinale di UEFA Champions League una volta battuto, nel doppio confronto dei quarti di finale, l'Arsenal, che eliminò, a propria volta, i Blues dalla FA Cup al quinto turno. Pur essendo riuscito a condurre la squadra ai vertici del calcio nazionale e internazionale, Ranieri fu esonerato. Il pubblico del Chelsea lo omaggiò caldamente nella sua ultima partita come allenatore dei Blues, quella contro il Leeds United, battuto di misura all'ultimo turno di campionato. Fu proprio quell'incontro a fornire ai tifosi un'idea di cosa ne sarebbe stato del Chelsea se Abramovič non avesse acquistato il club: la squadra batté gli avversari con un allenatore in procinto di lasciare e con la minaccia dell'instabilità finanziaria, fatti che, in assenza del presidente russo, avrebbero suscitato le previsioni più pessimistiche.

### I successi con José Mourinho (2004-2007)

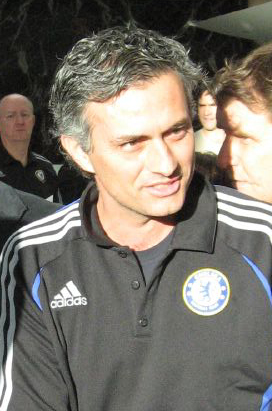
José Mourinho, sulla panchina del Chelsea una prima volta dal 2004 al 2007

Ingaggiato il talent scout Piet de Visser, noto per aver scoperto Ronaldo, nell'estate del 2004 Abramovič si accordò con l'allenatore portoghese José Mourinho, che aveva conseguito importanti vittorie in campo europeo con il Porto. Dal suo arrivo il Chelsea si è affermato come una delle squadre di vertice a livello europeo e mondiale. In sede di calciomercato si registrarono gli ingaggi di calciatori del calibro di Drogba, centravanti ivoriano acquistato dall'Olympique Marsiglia per 24 milioni di sterline (circa 36 milioni di euro), Ricardo Carvalho, difensore centrale portoghese molto apprezzato da Mourinho e per il quale ci vollero 30 milioni di euro per prelevarlo dal Porto, Robben, talentuoso esterno d'attacco olandese proveniente dal PSV e il portiere ceco Čech, premiato come il miglior estremo difensore del campionato europeo del 2004, prelevato dal club francese Rennes.
Il 2004-2005 fu la stagione più ricca di successi nella storia del Chelsea fino a quel momento. Dopo un avvio incerto, con soli otto gol messi a segno nelle prime nove gare e a cinque punti di distacco dall'Arsenal capolista, la squadra cambiò il passo gradualmente fino a vincere il titolo. Grazie ad un successo contro l'Everton nel novembre 2004 il Chelsea si portò per la prima volta in testa; da quel momento in poi non avrebbe più lasciato il primo posto, perdendo soltanto una partita di campionato e totalizzando 29 vittorie (record) e 95 punti, il punteggio più alto mai ottenuto da una squadra della Premier League. Il successo portò la firma di giocatori come Didier Drogba, Joe Cole, Arjen Robben, Tiago Mendes, Frank Lampard, John Terry, Claude Makélélé, William Gallas e Petr Čech. Uno dei punti di forza della formazione di Mourinho fu la solida difesa, composta dal capitano Terry, dal versatile Gallas e dall'ottimo portiere Čech. La retroguardia londinese fu capace di concedere solo 15 reti e mantenne imbattuta la porta dei Blues per 25 partite. Čech stabilì inoltre il primato di imbattibilità di tutti i tempi per un estremo difensore della Premiership (1025 minuti senza subire gol), record poi battuto da Edwin van der Sar nel 2009. Alla solida impostazione difensiva si accompagnava un reparto centrale di primissimo ordine, costituito da Frank Lampard, Joe Cole, dall'incontrista Claude Makélélé e dalla talentuosa ala Arjen Robben, un reparto in grado di produrre gol e giocate di qualità. I londinesi si assicurarono il titolo battendo per 2-0 in trasferta il Bolton Wanderers con due gol di Lampard, a quasi cinquant'anni dall'ultimo successo in campionato. Quell'anno fu centrato il double, dal momento che il Chelsea si era già aggiudicato la Coppa di Lega superando per 3-2 il Liverpool nella finale giocata al Millennium Stadium di Cardiff. Nella prima annata della gestione Mourinho il Chelsea giunse inoltre a disputare la semifinale di UEFA Champions League, dove fu eliminato dal Liverpool.

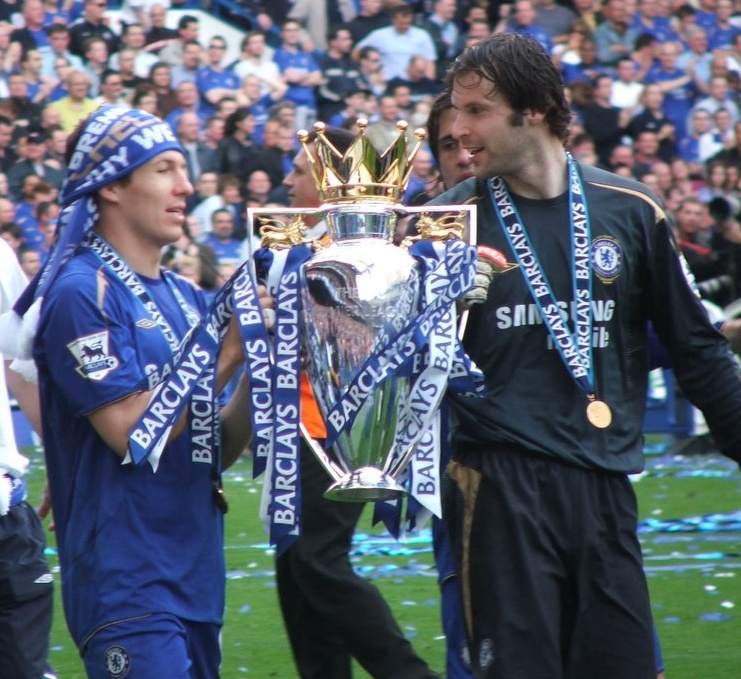
Arjen Robben e Petr Čech mostrano il trofeo della Premier League 2005-2006 appena conquistato.

Il 7 agosto 2005 il Chelsea iniziò la nuova stagione con una vittoria in Community Shield (2-1) ai danni dell'Arsenal, grazie alla doppietta dell'ivoriano Drogba.
Rinforzato dagli arrivi di Michael Essien, acquistato dal Lione, e di Hernán Crespo, rientrato dal prestito al Milan, nella stagione 2005-2006 il Chelsea rivinse il campionato. La squadra di Mourinho cominciò il torneo nel migliore dei modi, con una striscia di nove vittorie consecutive, tra cui un 4-1 ad Anfield Road contro il Liverpool. Ad un certo punto della stagione i Blues si ritrovarono con diciotto punti di vantaggio sul Manchester United secondo in classifica. Nell'ultima parte dell'annata, però, sembrarono aprirsi dei margini per una rimonta dei Red Devils, rimonta che rimaneva comunque difficile malgrado gli uomini di Alex Ferguson, con nove vittorie consecutive, avessero ridotto il divario a sette punti. Il Chelsea giocò contro il West Ham United una partita decisiva. Dopo dieci minuti di gioco i Blues erano in svantaggio per 0-1 e dopo diciassette giocavano in dieci uomini per l'espulsione di Maniche. A dispetto degli ostacoli, la squadra diede prova di grande carattere e alla fine vinse per 4-1, mantenendo le distanze dal Manchester United. Fu proprio grazie al successo interno per 3-0 contro i rivali diretti che il Chelsea si assicurò il titolo con tre turni di anticipo. In UEFA Champions League la squadra londinese non andò oltre gli ottavi di finale, estromessa dal Barcellona poi campione d'Europa, e in FA Cup fu eliminata in semifinale nell'ennesima doppia sfida contro il Liverpool.
Nel maggio 2006 Abramovič ingaggiò Michael Ballack dal Bayern Monaco e Andrij Ševčenko dal Milan per una cifra record vicina ai 50 milioni di euro. In totale gli acquisti del presidente russo, tra i dieci uomini più ricchi del mondo, ammontarono a 130 milioni di euro nella stagione 2006-2007. Nonostante gli onerosi investimenti, la stagione 2006-2007 fu avara di soddisfazioni per i Blues, che non seppero ripetere i formidabili risultati delle due stagioni precedenti. I due nuovi acquisti si rivelarono un flop clamoroso, specialmente Ševčenko. Nella capitale britannica, infatti, l'attaccante ucraino sembrò il lontano parente di quell'implacabile bomber ammirato a Milano e capace di segnare a raffica. Il Community Shield vide il Chelsea soccombere contro il Liverpool, che vinse per 2-1 nonostante il primo gol del nuovo asso Ševčenko. Per larga parte del campionato la squadra di Mourinho occupò la seconda posizione, per poi chiudere il torneo alle spalle del Manchester United, mentre in UEFA Champions League fu eliminata in semifinale ancora dal Liverpool, questa volta dopo i tiri di rigore. Ad aprile, tuttavia, i londinesi erano ancora in corsa per quattro trofei e avevano disputato 62 delle 63 partite previste, nella migliore delle ipotesi, all'inizio della stagione. Battendo l'Arsenal per 2-1 in rimonta nell'ultima finale di League Cup giocata al Millennium Stadium di Cardiff, si assicurarono il trofeo, cui abbinarono la FA Cup, messa in bacheca dopo una vittoria per 1-0 contro il Manchester United nella prima finale giocata al nuovo stadio di Wembley. Il club di Londra, che era stato anche l'ultimo a vincere la FA Cup nel vecchio Wembley, centrò così un prestigioso double.

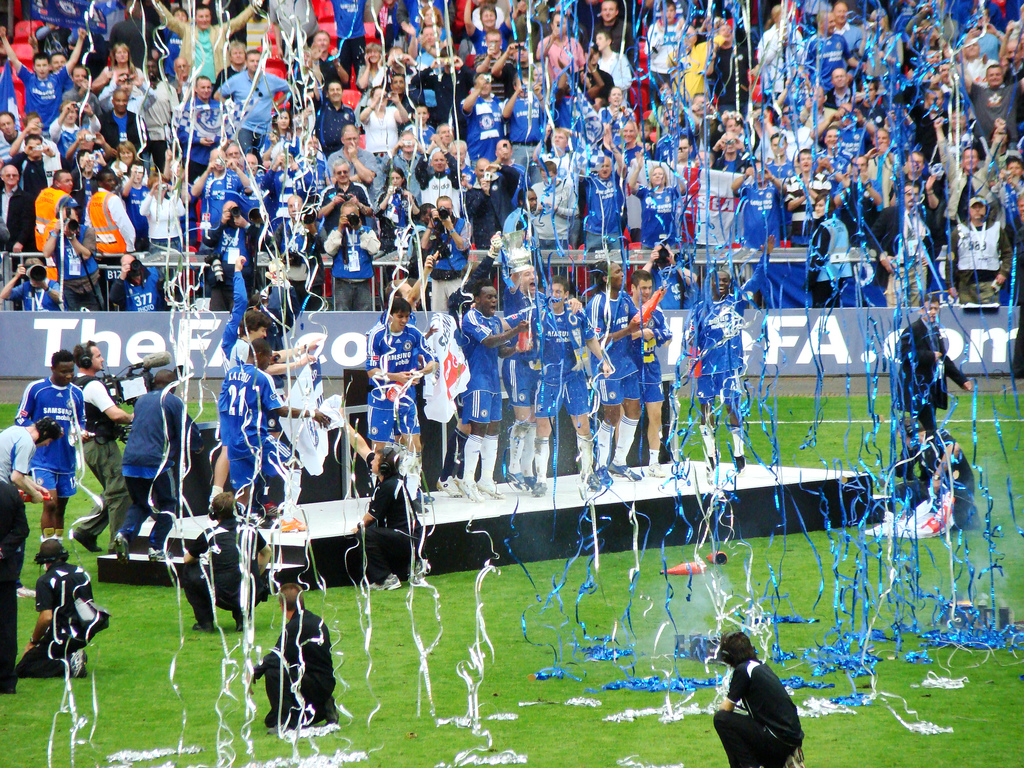
Giocatori del Chelsea in festa per la vittoria della FA Cup 2007, ottenuta dopo aver sconfitto il Manchester United a Wembley

Ceduto Arjen Robben per una cifra pari al doppio di quella per cui era stato acquistato tre anni prima, nel mercato estivo del 2007 il Chelsea ha invertito la tendenza delle estati scorse, diminuendo considerevolmente le somme di denaro in uscita, anche se nel gennaio 2008 avrebbe poi acquistato Nicolas Anelka per una somma onerosa. Prima della stagione Abramovič ingaggiò Steven Sidwell dal Reading, Claudio Pizarro dal Bayern Monaco, Tal Ben Haim dal Bolton Wanderers e l'ala Florent Malouda dall'Lione.
Il Chelsea esordì in Charity Shield, affrontando ancora il Manchester United, con cui perse per 4-1 ai tiri di rigore. L'inizio di stagione non fu positivo né in campionato né in UEFA Champions League, in cui la squadra debuttò con un pareggio per 1-1 in casa contro il Rosenborg. La situazione spinse l'allenatore Mourinho, più volte in procinto di lasciare il club in passato, a rescindere il contratto dopo la partita, il 20 settembre 2007.

### Grant e la prima finale di Champions League (2007-2008)

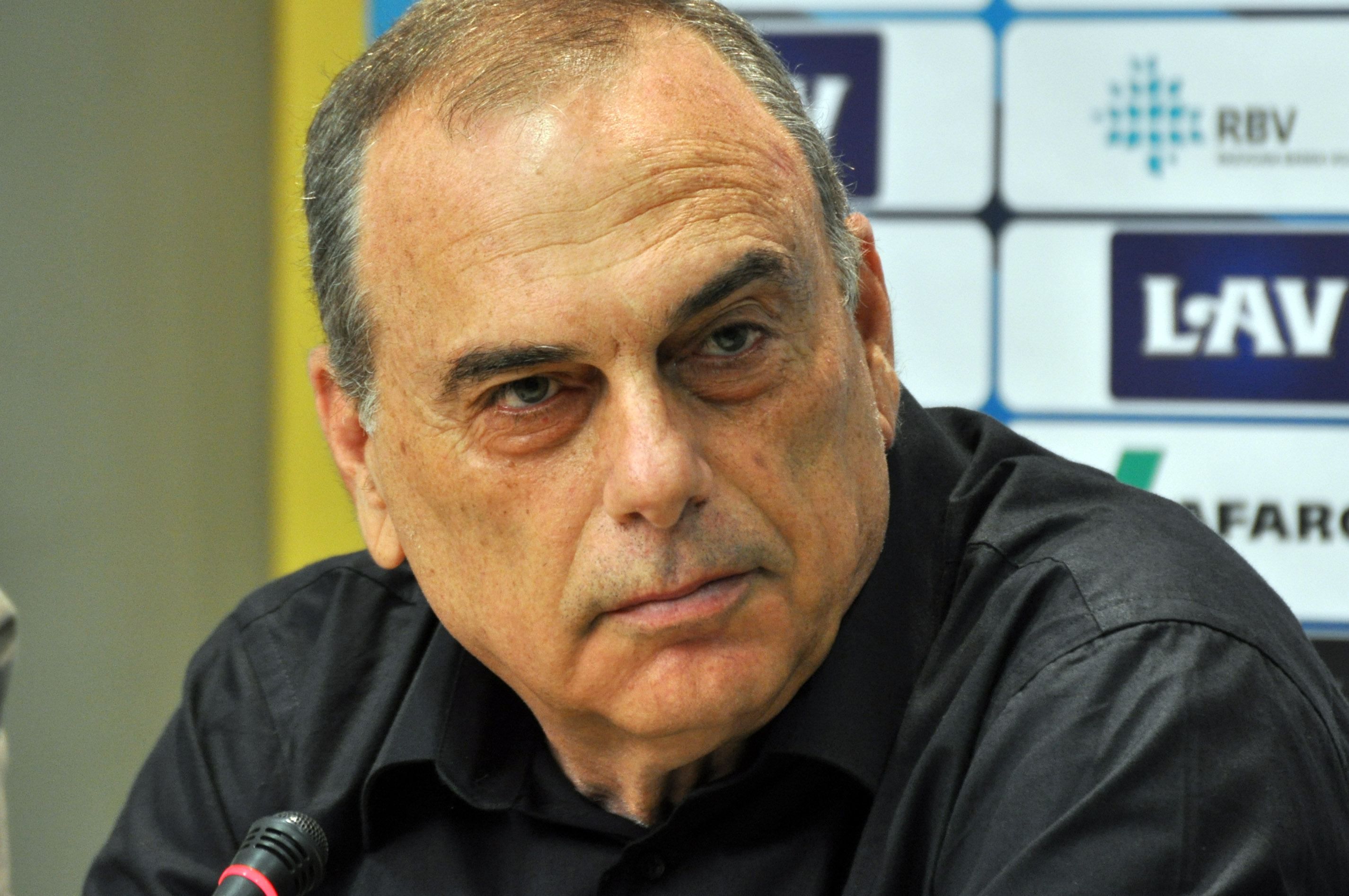
Avraham Grant

Al suo posto fu assunto l'israeliano Avraham Grant, già direttore tecnico del club, affiancato tre settimane più tardi dall'olandese Henk ten Cate, nominato suo secondo assistente. Con il nuovo allenatore la squadra conobbe un netto miglioramento in campionato, riuscendo a battere e a raggiungere in testa il Manchester United a tre giornate dalla fine, ma non nell'impresa di vincere il titolo, andato ai rivali all'ultima giornata. La squadra londinese si fece strada anche nella Coppa di Lega inglese, ma, giunta in finale, il 24 febbraio a Wembley perse contro il Tottenham Hotspur per 2-1 dopo i tempi supplementari. In UEFA Champions League gli uomini di Grant eliminarono Olympiacos agli ottavi di finale, Fenerbahçe ai quarti e Liverpool in semifinale. Il successo contro i Reds (3-2 a Stamford Bridge al termine dei tempi supplementari), preceduto dal pareggio per 1-1 ad Anfield, garantì al Chelsea l'accesso alla finale di UEFA Champions League per la prima volta nella storia del club. Nella finale di Mosca i Blues furono sconfitti dai connazionali del Manchester United ai tiri di rigore, dove si rivelarono determinanti gli errori di Anelka e Terry (quest'ultimo rimase nella storia per la scivolata sul dischetto proprio nel momento in cui calciò il rigore decisivo). Tre giorni dopo Grant fu sollevato dall'incarico.

### Da Scolari a Hiddink (2008-2009)
Come annunciato dal sito web del club l'11 giugno 2008, il 1º luglio l'incarico di allenatore del Chelsea fu affidato al brasiliano Luiz Felipe Scolari, reduce dall'esperienza sulla panchina del Portogallo. Il club ingaggiò il portoghese Deco, acquistato dal Barcellona. Subito tra le pretendenti per il titolo, la squadra deluse, tuttavia, le attese. Subite a Stamford Bridge due sconfitte in confronti diretti contro Liverpool (primo stop dopo 86 gare di imbattibilità interna) e Arsenal, la squadra perse anche il ritorno ad Anfield Road e il confronto in casa del Manchester United, mentre in Coppa di Lega fu sorprendentemente eliminata dal Burnley. Dopo due mesi opachi dal punto di vista del rendimento, il 9 febbraio 2009 il tecnico brasiliano fu sollevato dall'incarico, con il Chelsea a sette punti dalla capolista Manchester United. La guida del club passò temporaneamente al vice, Ray Wilkins. Sebbene i mesi di Scolari al Chelsea non siano stati tra i più fruttuosi della sua carriera, il tecnico stabilì un record della storia della Premier League, quello della striscia più lunga di vittorie consecutive in trasferta (ben 11).

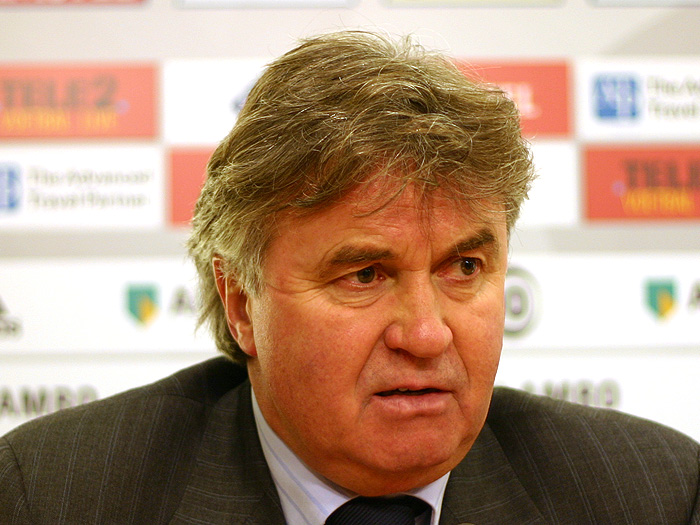
Guus Hiddink

Dopo l'esonero di Scolari, il 12 febbraio 2009 Roman Abramovič si appellò alle proprie conoscenze presso la nazionale russa per ingaggiare il tecnico olandese Guus Hiddink, il quale, nell'assumere l'incarico di allenatore del Chelsea fino a giugno 2009, continuò a ricoprire il ruolo di commissario tecnico della Russia. Sotto la guida di Hiddink, la squadra inglese si risollevò migliorando il proprio rendimento in campionato e cogliendo importanti risultati in UEFA Champions League, dove estromise in due turni vibranti Juventus e Liverpool, affrontato per la settima e ottava volta nelle precedenti cinque edizioni della competizione. In semifinale il Chelsea fu eliminato dal Barcellona per la regola dei gol fuori casa. Pareggiata per 0-0 la partita di andata al Camp Nou, a Stamford Bridge il Chelsea ha chiuso sull'1-1 dopo essere stato in vantaggio fino all'ultimo minuto di recupero: quella partita fu segnata da roventi critiche inglesi all'arbitraggio di Tom Henning Øvrebø. La squadra di Guus Hiddink vinse poi per la quinta volta la FA Cup battendo per 2-1 l'Everton nella finale di Wembley.

### L'era Ancelotti (2009-2011)
Archiviata, come preannunciato, la gestione Hiddink al termine della stagione 2008-2009, il 1º giugno 2009 il Chelsea comunicò di aver ingaggiato l'allenatore italiano Carlo Ancelotti, reduce da molti successi ottenuti in otto stagioni sulla panchina del Milan. L'organico rimase sostanzialmente invariato, se si esclude l'acquisto del centrocampista russo Jurij Žirkov.
Il Chelsea iniziò la stagione vincendo la Supercoppa d'Inghilterra per la prima volta dopo quattro anni: i Blues prevalsero per 4-1 ai rigori contro il Manchester United dopo il 2-2 dei tempi regolamentari. Era dal gennaio 1998, contro l'Ipswich Town in Coppa di Lega, che la squadra londinese non vinceva una sfida dal dischetto.
Il 3 settembre 2009 il club fu punito dalla FIFA, che gli impedì di concludere nuovi acquisti per le successive sessioni di calciomercato (gennaio ed estate 2010) per irregolarità commesse nel 2007 nell'ingaggio del giovane francese Gaël Kakuta dal Lens. Il ricorso presentato dalla società fu, tuttavia, accolto dall'arbitrato e la punizione annullata. In campionato il Chelsea condusse a lungo la classifica e si aggiudicò nuovamente il titolo, il quarto della propria storia, dopo quattro anni di attesa. Il successo giunse all'ultima giornata, grazie alla netta vittoria per 8-0 in casa contro il Wigan Athletic, che rese vana la contemporanea affermazione casalinga del Manchester United, rimasto a un punto di distanza. In UEFA Champions League i londinesi furono eliminati agli ottavi di finale dall'Inter, vittoriosa sia in casa sia in trasferta. Al successo in Premier League il Chelsea, battendo il Portsmouth per 1-0 in finale, abbinò il trionfo in FA Cup, centrando il primo double campionato-coppa della propria storia.
Nella stagione successiva, tuttavia, il Chelsea non arricchì il proprio palmarès. Sconfitto in Community Shield dal Manchester United in avvio di annata, in campionato la squadra partì con sei vittorie consecutive, compresi due successi per 6-0, ma alla fine chiuse al secondo posto. Pur rinforzato dagli acquisti, a gennaio, del difensore David Luiz  dal Benfica (21,3 milioni di sterline) e di Fernando Torres, strappato al Liverpool per 50 milioni di sterline (record per il calciomercato inglese), il sodalizio londinese patì l'eliminazione ai quarti di UEFA Champions League per mano dei connazionali del Manchester United e l'eliminazione in FA Cup al quarto turno dopo una sconfitta contro l'Everton ai tiri di rigore. Fu lo stesso Everton a battere per 1-0 il Chelsea all'ultima giornata di campionato, sancendo la fine della gestione Ancelotti. 

### IldoubleFA Cup-Champions League (2011-2012)

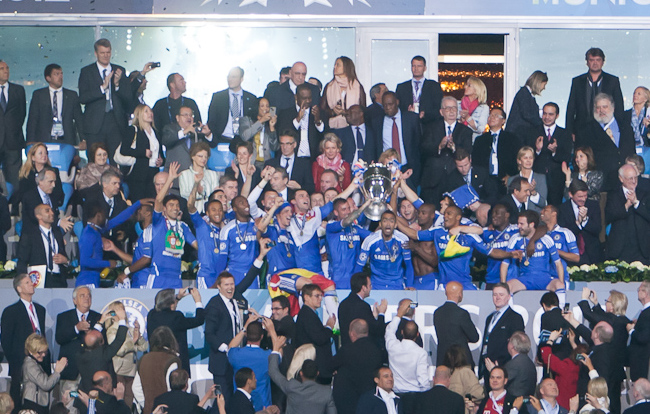
I giocatori del Chelsea celebrano la vittoria della prima Champions League nella storia del club londinese

Nella stagione 2011-2012 la squadra fu affidata al giovane tecnico portoghese André Villas-Boas, fresco vincitore dell'Europa League col Porto. I risultati, però, non soddisfano la dirigenza, benché alla fine di febbraio i Blues siano ancora teoricamente in corsa su tutti i fronti. Il tecnico è quindi esonerato il 4 marzo 2012 e la panchina viene affidata a Roberto Di Matteo, l'allenatore in seconda. La squadra di Londra si distingue in UEFA Champions League, rimontando negli ottavi di finale il 3-1 subito al San Paolo contro il Napoli nella gara d'andata: nella sfida di ritorno a Stamford Bridge, i Blues prima riequilibrano il passivo nei tempi regolamentari e poi trionfano per 4-1 dopo i tempi supplementari (reti di Drogba, Terry, Lampard su calcio di rigore e, in chiusura del primo supplementare, Ivanović). Ai quarti di finale i londinesi incontrano il Benfica: la sfida di andata viene vinta dal Chelsea in trasferta per 1-0 grazie al gol di Salomon Kalou al 75'. La sfida di ritorno sembra mettersi bene per il Chelsea, che si porta sull'1-0 grazie al rigore trasformato da Lampard e guadagna anche la superiorità numerica per l'espulsione di Maxi Pereira, ma i Blues non riescono a chiudere il match, mentre il Benfica, sempre più pressante, trova il pareggio a pochi minuti dal termine con Javi Garcia. Nei minuti finali sarà comunque Raul Meireles a segnare il gol del 2-1 che vale la qualificazione degli inglesi. In semifinale il Chelsea incontra il favorito Barcellona, detentore del trofeo, e riesce a superare il turno grazie ad una perfetta interpretazione del catenaccio, vincendo a Londra 1-0 con gol di Drogba e pareggiando al ritorno 2-2 al Camp Nou grazie alle reti di Ramires e Fernando Torres, nonostante gli spagnoli si fossero portati sul 2-0. In questo modo i londinesi vendicano la controversa eliminazione nella semifinale di tre anni prima. In attesa della finale del torneo continentale, il 5 maggio 2012 il Chelsea allenato da Di Matteo vince per la settima volta la FA Cup battendo per 2-1 il Liverpool, mentre conclude al sesto posto finale la Premier League. Il 19 maggio 2012, all'Allianz Arena di Monaco di Baviera contro il Bayern Monaco, che gioca in casa, la squadra di Di Matteo si aggiudica per la prima volta la UEFA Champions League, diventando la prima squadra di Londra a vincere il torneo. Dopo l'1-1 alla fine dei tempi supplementari (pareggio di Drogba dopo il momentaneo vantaggio di Müller), il Chelsea trionfa per 4-3 ai tiri di rigore, con rete decisiva dell'attaccante ivoriano. Con la vittoria del trofeo, il Chelsea accede alla fase a gironi della successiva edizione della Champions, oltre a poter competere nella Coppa del mondo per club 2012.

### La conquista dell'Europa League (2012-2013)

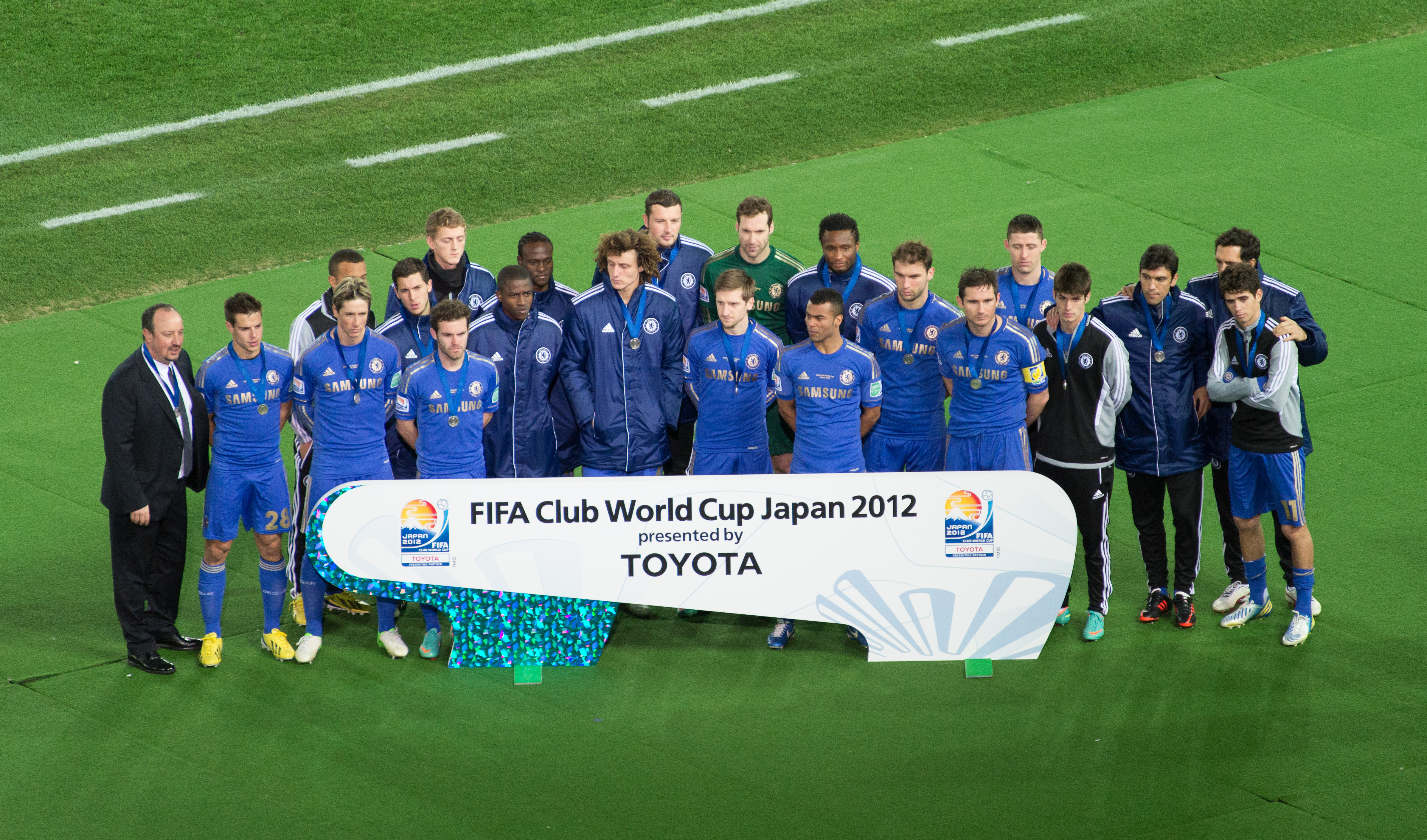
Il Chelsea secondo classificato nella Coppa del mondo per club FIFA 2012

In virtù del successo in Champions League, il club rinnova il contratto a Di Matteo per altre due stagioni. La stagione inizia con il piede sbagliato per il Chelsea, che il 31 agosto, allo stadio Louis II di Monaco, perde malamente la Supercoppa UEFA contro l'Atlético Madrid, vittorioso con il netto punteggio di 4-1. 
Di Matteo sarà esonerato il 21 novembre 2012, dopo una serie negativa di 2 punti in 4 partite di campionato, che fanno perdere il primato al Chelsea, e la sconfitta per 3-0 allo Juventus Stadium contro i bianconeri, che compromette il passaggio agli ottavi di UEFA Champions League. All'italiano subentra l'esperto spagnolo Rafael Benítez, che viene subito contestato dai tifosi per il suo passato al Liverpool. Con Benítez il Chelsea viene eliminato ai gironi di UEFA Champions League nonostante una netta vittoria per 6-1 contro i danesi del Nordsjælland. Fatale sarà, infatti, il contemporaneo successo della Juventus sul campo dello Šachtar. Chiudendo il proprio girone al terzo posto dietro gli italiani e gli ucraini, il Chelsea diventa la prima squadra detentrice del trofeo a non superare la fase a gironi di Champions. Nel dicembre 2012 la squadra partecipa, in qualità di campione d'Europa, alla Coppa del mondo per club FIFA, dove supera in semifinale i messicani del Monterrey, ma perde la finale del 16 dicembre all'International Stadium di Yokohama contro i brasiliani del Corinthians. In FA Cup il Chelsea è eliminato in semifinale dal Manchester City. 
Il Chelsea sarà poi impegnato tra campionato ed Europa League: in Premier League raggiunge il terzo posto qualificandosi alla UEFA Champions League senza preliminari; in Europa League il cammino è trionfale. Dopo aver eliminato Sparta Praga ai sedicesimi di finale, Steaua Bucarest agli ottavi, Rubin Kazan ai quarti e Basilea in semifinale, il Chelsea sconfigge nella finale dell'Amsterdam Arena il Benfica per 2-1, aggiudicandosi per la prima volta la competizione. Decisivo è il gol di Ivanović al 93º minuto di gioco. I Blues entrano così nella cerchia dei club vincitori di tutte le competizioni UEFA per club, e diventano anche l'unica squadra ad essere contemporaneamente detentrice della Champions League e dell'Europa League, anche se solo per pochi giorni.

### Il Mourinho bis e il breve Hiddink bis (2013-2015)
Il 3 giugno 2013 José Mourinho fa ufficialmente il proprio ritorno sulla panchina del Chelsea, con cui firma un contratto quadriennale. 
Nella stagione 2014-2015 arriva il quinto titolo inglese per i Blues, con otto punti di vantaggio sul Manchester City secondo. La vittoria, ufficiale il 3 maggio, in seguito alla vittoria per 1-0 contro il Crystal Palace a Stamford Bridge, è accompagnata dal quinto successo in Coppa di Lega, dove il Chelsea ha la meglio sul Tottenham nella finale del 1º marzo 2015 a Wembley battendolo per 2-1. In Europa la squadra è eliminata dalla UEFA Champions League pur non avendo perso alcuna partita nella competizione. Decisivo è il confronto degli ottavi di finale contro i francesi del PSG per la regola dei gol fuori casa (pareggio per 1-1 al Parco dei Principi, pareggio per 2-2 dopo i tempi supplementari a Stamford Bridge, nonostante i Blues fossero in superiorità numerica per via di un cartellino rosso comminato a Zlatan Ibrahimović dopo soli trenta minuti di gioco).
Nel 2015-2016 i Blues di Mourinho partono male, perdendo la Supercoppa d'Inghilterra (1-0) contro l'Arsenal, e cominciano male anche in campionato. Da agosto a novembre vincono solo 5 delle 19 partite disputate, così il 17 dicembre, dopo la sconfitta per 2-1 sul campo del Leicester, il portoghese è esonerato. Gli subentra Guus Hiddink, di nuovo alla guida della squadra dopo sette anni. Con l'olandese la squadra risale in campionato fino a chiudere al decimo posto in classifica, viene eliminata ai quarti di finale di FA Cup dall'Everton (2-0) e dalla UEFA Champions League agli ottavi di finale dal Paris Saint-Germain (vittorioso per 2-1 sia in casa sia in trasferta). Il club londinese non riesce dunque a raggiungere un piazzamento valido per la partecipazione alle coppe europee, rimanendone fuori dopo diciannove stagioni consecutive.

### Il biennio di Conte: titolo all'esordio e poi FA Cup (2016-2018)

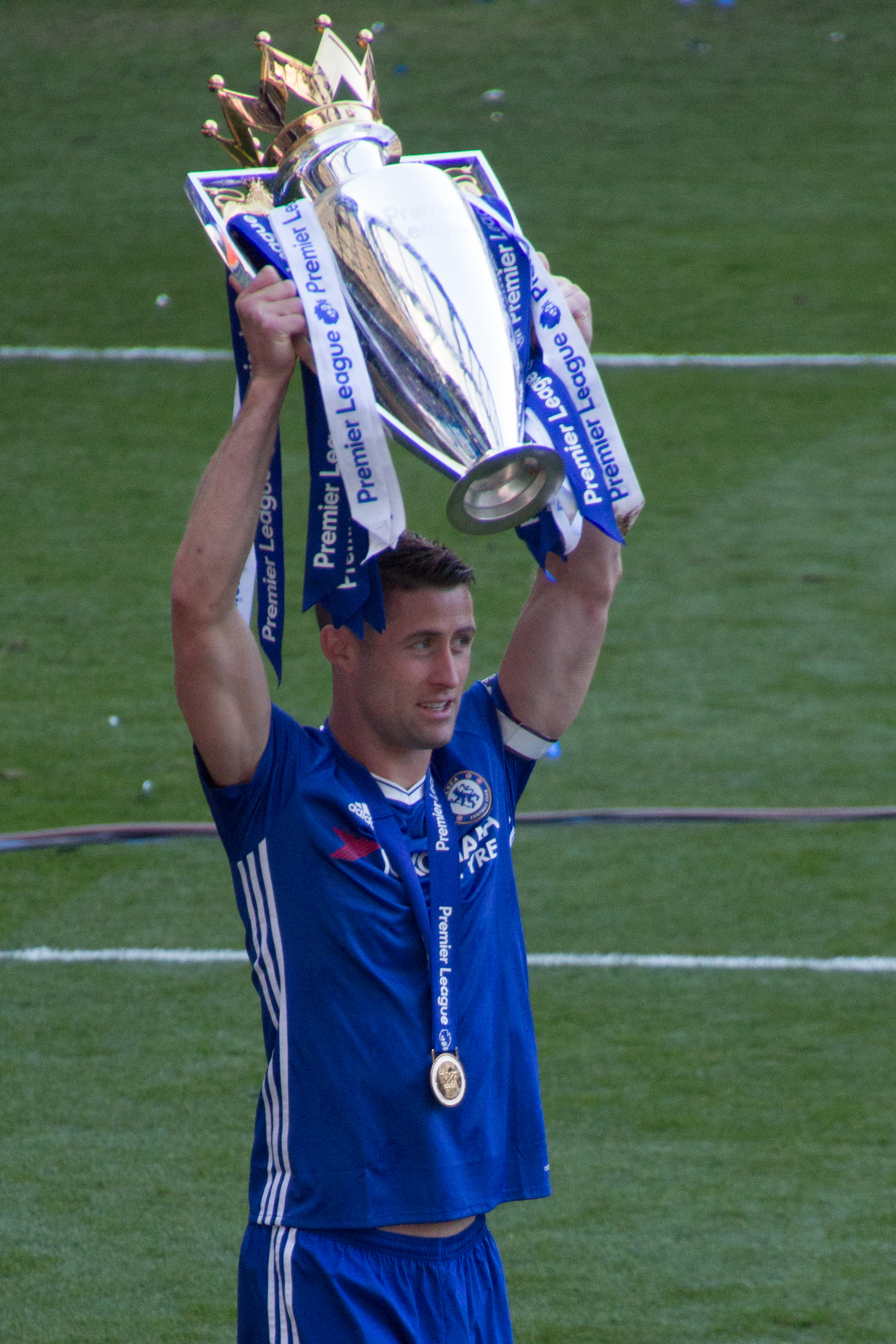
Gary Cahill con il trofeo della Premier League 2016-2017

Già il 4 aprile 2016, durante la gestione Hiddink, il Chelsea annuncia ufficialmente il nuovo allenatore per la stagione seguente: è Antonio Conte, all'epoca impegnato come CT della nazionale italiana. Il tecnico leccese firma un triennale e caldeggia gli acquisti dei centrocampisti Marcos Alonso e N'Golo Kanté, che diventano due perni dell'undici titolare. Il Chelsea, libero dagli impegni europei,  nel 2016-2017 prevale sulle rivali di campionato grazie a una solida difesa, a un centrocampo di qualità e a un attacco prolifico formato da Diego Costa, Eden Hazard e Pedro. La squadra di Conte vince per la sesta volta il titolo inglese, con due giornate di anticipo rispetto alla fine del torneo. Nella stessa stagione giunge per la dodicesima volta in finale di FA Cup, dove è sconfitta dall'Arsenal (2-1).
La stagione 2017-2018 si apre con una nuova sconfitta contro l'Arsenal, che nella gara che assegna la Supercoppa d'Inghilterra vince per 4-1 ai tiri di rigore dopo l'1-1 dei 90 minuti. La stagione sarà più negativa sul piano dei risultati. Il Chelsea, dopo aver superato come secondo classificato un difficile girone, viene eliminato dalla UEFA Champions League agli ottavi di finale dal Barcellona, mentre in campionato non riesce a difendere il titolo, chiudendo la classifica al quinto posto e fallendo l'obiettivo minimo della qualificazione in UEFA Champions League. La vittoria, per l'ottava volta, della FA Cup, raggiunta battendo in finale il Manchester Utd per 1-0, non riesce a ricucire i rapporti tra Conte e la società, che il 13 luglio 2018 annuncia l'esonero del tecnico italiano.

### Sarri e la vittoria dell'Europa League (2018-2019)
In sostituzione di Conte viene ingaggiato un altro italiano, Maurizio Sarri, che esordisce in partite ufficiali con una sconfitta per 2-0 nella gara di Supercoppa d'Inghilterra contro il Manchester City. Il City si impone contro i londinesi anche a febbraio nella finale di Coppa di Lega, per 4-3 ai tiri di rigore dopo il pareggio a reti bianche. Il Chelsea riesce a raddrizzare una stagione che pareva compromessa ottenendo il terzo posto in campionato e vincendo l'Europa League per la seconda volta, grazie al successo per 4-1 nella finale contro l'Arsenal a Baku.

### Da Lampard a Tuchel, il secondo titolo europeo (2019-2022)
Dopo la partenza di Sarri e della stella Hazard, il nuovo corso è affidato all'ex bandiera del club Frank Lampard, che nell'agosto 2019 perde il primo trofeo, la Supercoppa europea, ai tiri di rigore contro il Liverpool, nella prima gara di Supercoppa europea tra due squadre inglesi. La squadra, pur chiudendo con la difesa più battuta della prima metà della classifica del campionato, a un solo gol dal record di gol subiti dal club in un'annata di Premier League, raggiunge, al termine del campionato 2019-2020, il quarto posto utile per la qualificazione alla UEFA Champions League.
L'estate del 2020 vede il club concludere importanti acquisti, tra cui quelli di Kai Havertz, Hakim Ziyech, Timo Werner e Ben Chilwell, per un esborso complessivo di 250 milioni di euro. La squadra inizia bene la stagione e vince il girone di UEFA Champions League, ma, a causa di una striscia di 2 vittorie in 9 partite, alla fine di gennaio scivola al nono posto in campionato, a 11 punti dal Manchester United capolista: avendo perso 5 delle ultime 8 partite di Premier League, l'allenatore Lampard viene esonerato dopo 19 giornate di campionato, all'indomani della vittoria in FA Cup contro il Luton Town (3-1). La panchina viene affidata a Thomas Tuchel, che ottiene il quarto posto in campionato, viene sconfitto nella finale di Coppa d'Inghilterra e conduce i suoi alla vittoria della UEFA Champions League, grazie al successo per 1-0 a Porto nella finale contro il Manchester City; per i londinesi è la seconda affermazione nel massimo torneo continentale. A Belfast, qualche mese dopo, il Chelsea si aggiudica anche, per la seconda volta, la Supercoppa europea, battendo per 7-6 ai tiri di rigore il Villarreal, dopo l'1-1 dei tempi supplementari.
Nel febbraio 2022, sotto la guida di Tuchel, il Chelsea si aggiudica per la prima volta la Coppa del mondo per club, battendo in finale, allo stadio Mohammed bin Zayed di Abu Dhabi, il Palmeiras per 2-1 dopo i tempi supplementari. Nello stesso mese perde la finale di Coppa di Lega a Wembley per 11-10 ai tiri di rigore (0-0 dopo i tempi supplementari) contro il Liverpool, a causa del decisivo errore nel tiro dal dischetto del portiere Kepa. Le due squadre si ritrovarono di fronte a Wembley a maggio nella finale di Coppa d'Inghilterra e anche stavolta a prevalere, ancora ai rigori, è il Liverpool, impostosi per 6-5 a Wembley dopo lo 0-0 dei tempi supplementari (decisivo l'errore di Mason Mount). I Blues, eliminati dalla UEFA Champions League dal Real Madrid ai quarti di finale, in campionato non soddisfano le aspettative, posizionandosi al terzo posto, ben distanziati in classifica dalle due formazioni che si contendono il titolo.
Il 30 maggio 2022, dopo diciannove anni di gestione di Abramovič, la proprietà del club passa a un consorzio guidato da Todd Boehly e Clearlake Capital.

### Declino e risalita (dal 2022)
Nell'annata 2022-2023, dopo due sconfitte nelle prime sei giornate di campionato e il rovescio all'esordio in UEFA Champions League, Tuchel viene esonerato già nel mese di settembre, per fare posto a Graham Potter, strappato al Brighton pagando una clausola molto salata. A causa dei risultati deludenti in Premier League — con la squadra undicesima in classifica dopo 29 giornate — a fronte dei copiosi investimenti estivi e invernali (Enzo Fernández viene prelevato dal Benfica per 107 milioni di sterline, cifra record per l'Inghilterra) e nonostante il raggiungimento dei quarti di finale di UEFA Champions League, il 2 aprile 2023 Potter viene esonerato e sostituito dal rientrante Frank Lampard, con contratto fino al termine della stagione. La stagione viene chiusa al dodicesimo posto, il peggiore piazzamento nell'epoca della Premier League (dal 1992), con una differenza reti negativa per la prima volta dal 1995.
Il nuovo corso viene affidato all'allenatore argentino Mauricio Pochettino, che in campionato ottiene modesti risultati, con il Chelsea che naviga in posizioni anonime di centro-classifica, per poi riprendersi nel finale di stagione e ottenere il sesto posto, valido per la qualificazione alla Conference League (in virtù della vittoria in FA Cup del Manchester United, classificatosi ottavo). In Coppa di Lega la squadra raggiunge la finale, dove viene sconfitta dal Liverpool per 2-1 dopo i tempi supplementari. 
Partito Pochettino, assume le redini della squadra l'italiano Enzo Maresca, che valorizzando una squadra giovanissima, la più giovane del campionato, porta il Chelsea al quarto posto, consentendogli di qualificarsi alla UEFA Champions League dopo due anni. In Conference League i Blues, favoriti dai pronostici, terminano la fase campionato al primo posto ottenendo sei vittorie in sei partite del girone ed eliminano Copenaghen, Legia Varsavia e  Djurgårdens, per poi vincere per 4-1 la finale contro il Betis Siviglia e diventare così la prima compagine capace di vincere tutte le coppe europee (UEFA Champions League, Europa League, Coppa delle Coppe, Supercoppa UEFA e Conference League). Il 13 luglio il Chelsea vince il secondo trofeo stagionale, la Coppa del mondo per club, battendo 3-0 nella finale il Paris Saint-Germain.